# Giusnaturalismo
(Thomas Hobbes, Leviatano, capitolo XIV.)

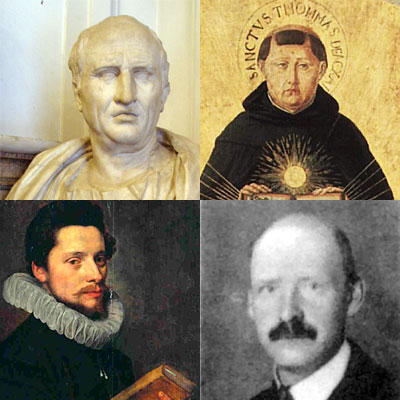
Quattro giusnaturalisti (partendo dalla sinistra, in alto): Cicerone, san Tommaso, Grozio e Radbruch.

Il giusnaturalismo è una corrente filosofico-giuridica che presuppone l'esistenza di una norma di condotta intersoggettiva, universalmente valida e immutabile, fondata su una peculiare idea di natura, e per questo detta legge di natura o diritto naturale (in latino ius naturale, «diritto di natura»). Tale legge di natura, preesistente a ogni forma storicamente assunta di diritto positivo, è ritenuta dai giusnaturalisti in grado di realizzare il miglior ordinamento possibile della società umana, servendo «in via principale per decidere le controversie fra gli Stati e fra il governo e il suo popolo».
Secondo la dottrina giusnaturalistica, il diritto positivo non si adegua mai completamente alla legge naturale, perché esso contiene elementi variabili e accidentali, mutevoli in ogni luogo e in ogni tempo: i diritti positivi sono realizzazioni imperfette e approssimative della norma naturale e perfetta, la quale, da quanto risulta dal manuale settecentesco di Gottfried Achenwall, intitolato Jus naturae in usum auditorum, può servire «in via sussidiaria per colmare le lacune del diritto positivo». I temi affrontati dai teorici della dottrina del diritto naturale attengono al diritto, perché pongono in discussione la validità delle leggi, alla morale, in quanto riguardano l'intima coscienza dell'uomo, e, prevedendo limiti al potere dello Stato, alla politica.
Sebbene il termine "giusnaturalismo" sia usato in particolare per riferirsi al pensiero seicentesco di Althusius e Grozio, poi sviluppato da Hobbes, Pufendorf e Thomasius, e confluito nel contrattualismo di Locke e Rousseau, e nel razionalismo di Kant, esso non rinvia ad una singola dottrina, ma a numerose dottrine, talvolta anche contrastanti, che però condividono la credenza nell'esistenza di una legge di natura (sia la natura intesa come creazione divina, come cosmo o come natura razionale dell'uomo), superiore al diritto positivo e ricavabile dalla conoscenza.

## Evoluzione storica
Le prime riflessioni sul diritto naturale sono rinvenibili già nel pensiero greco classico e, specificamente, nello stoicismo, dunque nel cristianesimo antico e medievale, in particolare di Tommaso d'Aquino. Però, per antonomasia, s'intende per giusnaturalismo la corrente di pensiero filosofico-giuridica maturata fra il Seicento e il Settecento (la cosiddetta scuola moderna del diritto naturale) che ha rielaborato il concetto classico di diritto naturale interpretandolo in chiave razionalistica e umanistica. Benché la fine della storia della scuola moderna del diritto naturale si faccia coincidere con la morte di Kant (autore de La metafisica dei costumi, la cui prima parte è dedicata alla "Dottrina del diritto"), avvenuta nel 1804, poiché, come scrive il Fassò nella sua Storia della filosofia del diritto, la promulgazione nello stesso anno del codice napoleonico «sanciva positivamente i princìpi [del diritto naturale, dando vita] all'indirizzo ad esso opposto, il positivismo giuridico», il ricorso alle idee di questa scuola si ripresenterà anche nei secoli successivi al XVIII, già col Fichte e con Hegel (ma, come nota Bobbio, il suo «atteggiamento di fronte alla tradizione del diritto naturale è [...] insieme di rifiuto e di accoglimento») nonché successivamente, dopo le guerre mondiali del Novecento. Tuttavia, già a partire dal V secolo a.C., si delineano le tre tendenze che caratterizzeranno le varie correnti giusnaturalistiche che nel corso dei secoli si svilupperanno, ossia:
- quella che presuppone una legge giusta e assolutamente valida, superiore alle leggi positive perché dettata da una volontà sovraumana (cosiddetto giusnaturalismo volontaristico);[10][13]
- quella che intende la legge naturale come istinto comune a ogni animale (cosiddetto giusnaturalismo naturalistico);[10][13]
- quella che interpreta la legge di natura come dettame della ragione (cosiddetto giusnaturalismo razionalistico).[10][13]

### Il giusnaturalismo dell'età classica

#### Sofocle e le «leggi non scritte»

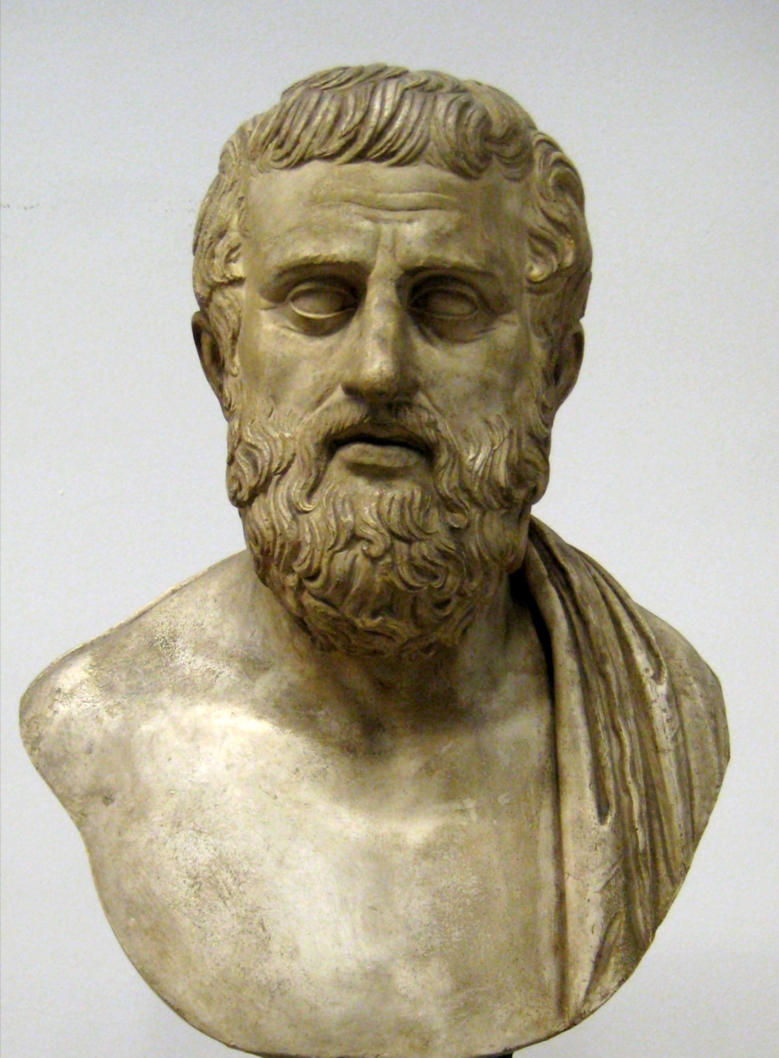
Sofocle.

Sofocle si fece interprete di un sentimento diffuso nel popolo greco del secolo V a.C., ossia quello del possibile contrasto fra i decreti scritti dell'autorità sovrana e le leggi superiori, non scritte, che, nella interpretazione volontaristica del poeta, provengono dalla divinità, offrendo così le basi, insieme a Eraclito – il quale ritenne che «tutte le leggi umane si nutrono della sola legge divina» –, al pensiero successivo per affrontare uno dei problemi capitali della filosofia del diritto.
È proprio il rapporto antinomico fra il decreto dell'autorità umana (il νόμος o nόmos) e le «leggi non scritte» discendenti dalla volontà divina (gli ἄγραπτα νόμιμα o ágrapta nόmima) a costituire il motivo guida dell'Antigone, celebre tragedia sofoclea i cui versi saranno sovente ripetuti dai sostenitori di un diritto assolutamente valido, superiore e anteriore alle leggi umane.

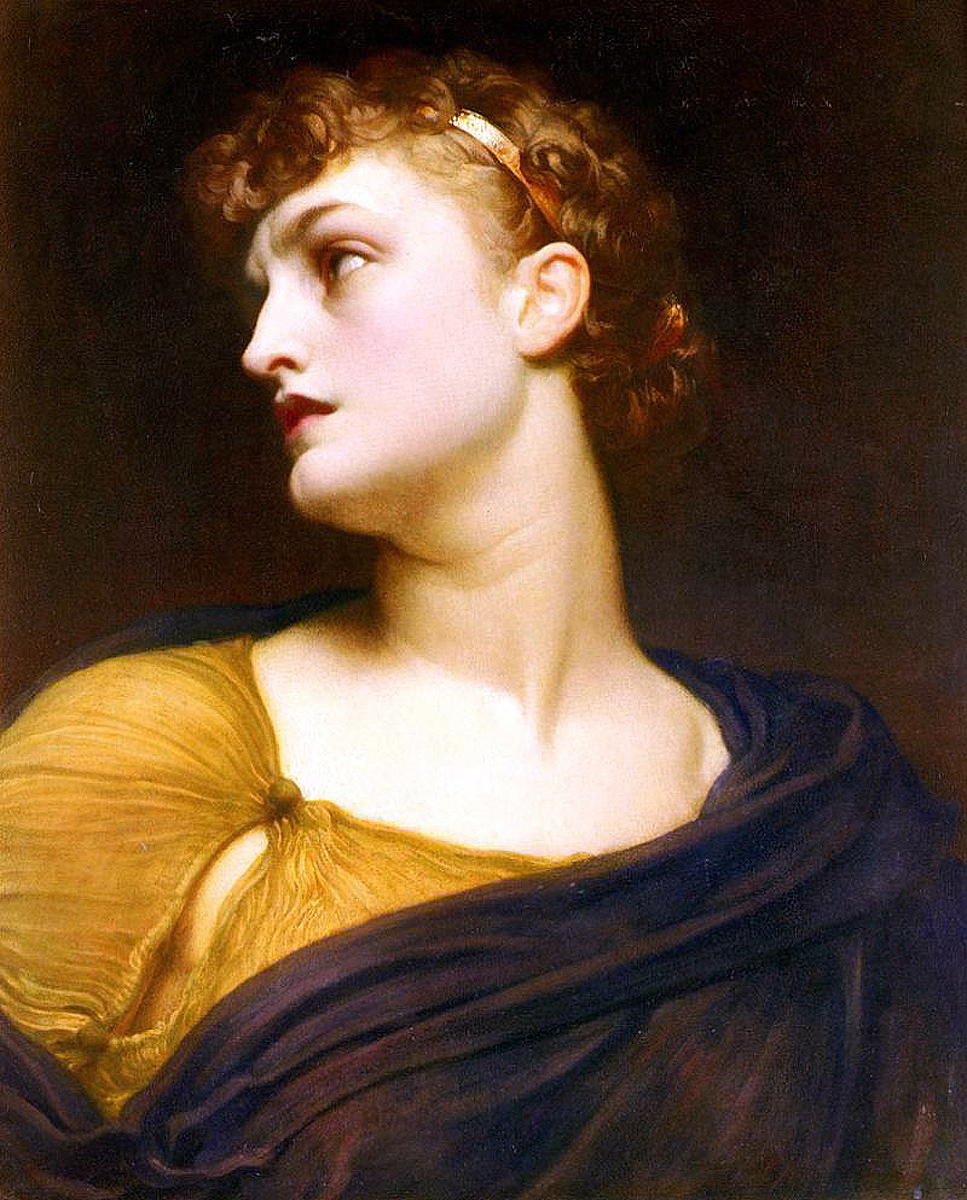
Antigone.

La tragedia prende le mosse davanti alle mura di Tebe e vede guerreggiare fra loro i fratelli di Antigone e Ismene: Eteocle (sostenitore del re di Tebe, Creonte) e Polinice (avversario del re). Periti entrambi e rimaste le sorelle «prive» dei fratelli «ché in un giorno solo mutua mano li spense», Antigone, venuta a conoscenza del decreto di Creonte che concedeva a Eteocle degna sepoltura, rendendolo «onorato fra i morti di laggiù», negandola invece a Polinice e condannandolo a rimanere «illacrimato, insepolto, tesoro dolcissimo agli uccelli che lo spiano per il gusto di cibo che darà», nonché comminando la pena di morte ai trasgressori, «al reo di questa colpa», deciderà, per amore del fratello e in disaccordo con Ismene, di contravvenire al decreto, seppellendo segretamente Polinice. Scoperta, viene condotta al cospetto di Creonte che «in breve» le domanda se sia a conoscenza del «bando, col divieto»; ricevuta una risposta affermativa e destata la meraviglia del re, ella pronunzia le famose parole: «A proclamarmi questo non fu Zeus, né la compagna degl'Inferi, Dice, fissò mai leggi simili fra gli uomini. Né davo tanta forza ai tuoi decreti, che un mortale potesse trasgredire leggi non scritte, e innate, degli dèi. Non sono d'oggi, non di ieri, vivono sempre, nessuno sa quando comparvero né di dove». Affermata con animo pugnace la sua disobbedienza civile, Antigone affronta serena la morte.
Il tema delle «leggi non scritte» è ripresentato da Sofocle anche nell'Edipo re, ove si parla di leggi «eccelse, generate nell'etere celeste, di cui solo padre è l'Olimpo», leggi che «non la natura mortale degli uomini ha prodotto» e che «mai l'oblio addormenterà».
Benché Sofocle non sia stato un filosofo, i suoi versi hanno interpretato icasticamente e meglio di ogni altro uno dei problemi fondamentali della filosofia del diritto, perciò è opportuno farne cenno anche in una trattazione sul pensiero filosofico. Ed è opportuno cennare al dramma dell'antinomia fra la legge positiva e quella non scritta anche perché, se in un primo momento questo fu illustrato in termini poetici da Sofocle, esso sarà ripreso e trattato filosoficamente dai Sofisti e da Socrate.

#### Le origini della riflessione sul diritto naturale: la Sofistica

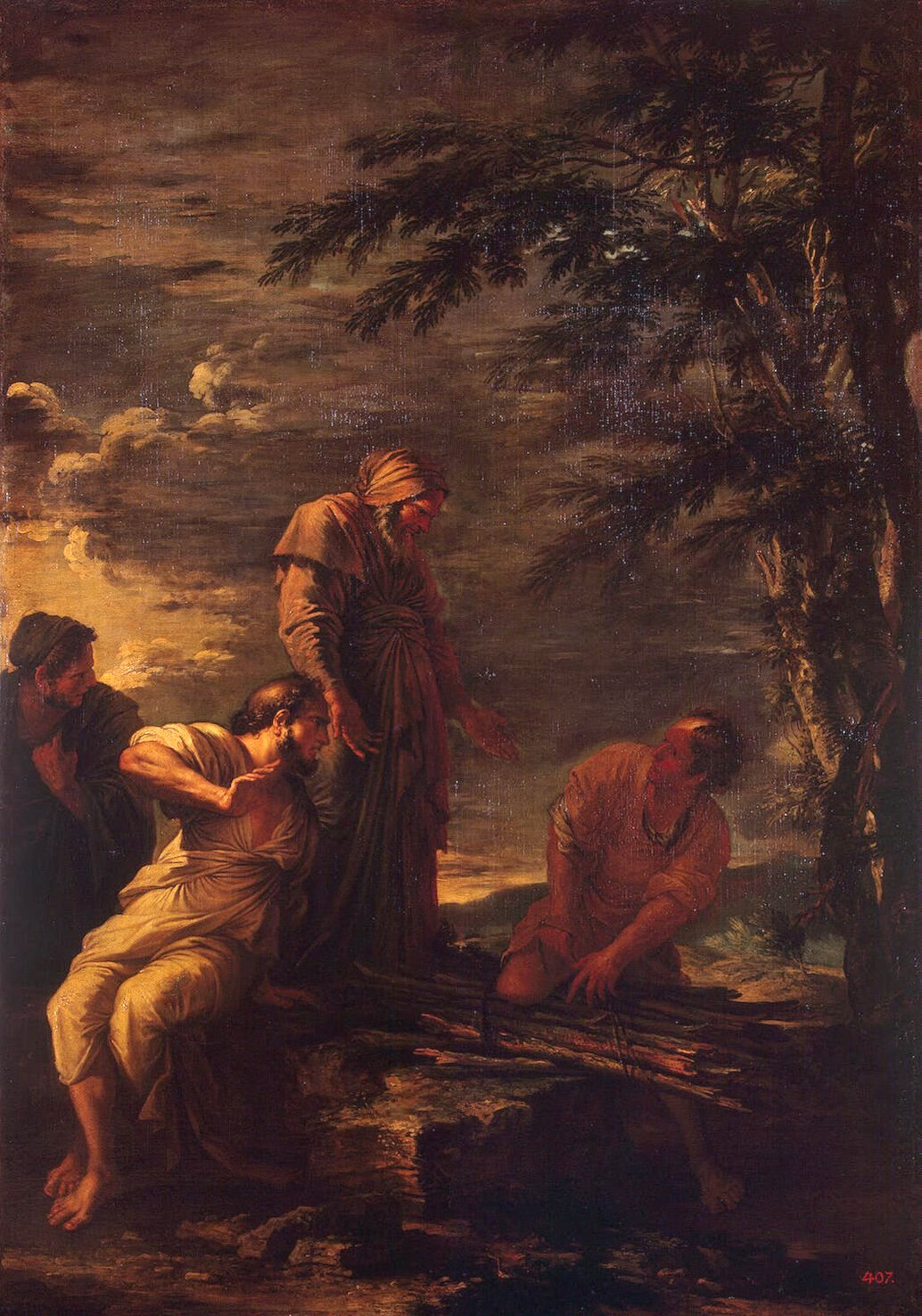
Protagora di Abdera (al centro) fu il primo a chiamarsi Sofista e maestro di virtù.

L'origine della ricerca filosofica intorno a un diritto ispirato ai valori della natura risale ai presocratici; tuttavia, entro tale novero è necessario distinguere fra i primi naturalisti e i Sofisti, poiché i primi, conferendo un ordine razionale tratto dall'esperienza giuridica e politica alla natura fisica, le assegnano un'oggettività universale preesistente all'uomo e a cui ogni norma positiva, per essere considerata giusta e obbligatoria, deve conformarsi, mentre i Sofisti, mossi da un profondo razionalismo quasi illuministico, percepiscono i valori in chiave umanistica e, pur essendo permeati di relativismo, pongono – per usare le parole di Protagora – l'uomo come «misura di tutte le cose», considerandolo non più come un elemento della natura o dell'essere (e, dunque, abbandonando una prospettiva ontologica), bensì nei suoi caratteri peculiari, donde deriva una considerazione antropologica della filosofia.
Furono i Sofisti a formulare in termini filosofici ciò che già Sofocle rappresentò nell'Antigone, ossia il possibile contrasto fra le «leggi non scritte» (gli ἄγραπτα νόμιμα o ágrapta nόmima nella tragedia) e quelle promulgate dallo Stato (il νόμος o nόmos), riferendosi però, a differenza di Sofocle, al rapporto antinomico fra un «giusto per natura» (phýsei díkaion), corrispondente alle naturali esigenze razionali dell'uomo, universali e permanenti, non già alla legge divina, e un «giusto per legge» (nόmoi díkaion), frutto dell'umana volontà legislatrice, come tale contingente e variabile.
Come si è dianzi detto, il pensiero dei Sofisti appare caratterizzato dal relativismo e ciò comporta che presso ogni appartenente a questa corrente vi siano vedute diverse, non solo nel campo gnoseologico, ma anche nell'etica. Una tale eterogeneità di interpretazioni del «giusto per natura» è immediatamente percepibile sol che si abbia presente il dialogo platonico Gorgia, ove il sofista Callicle sostiene la caducità delle leggi positive, frutto della volontà dei più deboli riuniti per soverchiare la naturale superiorità dei più forti, e la loro contrarietà al diritto di natura, il quale postula, sia fra gli animali sia fra gli Stati, che il più forte s'imponga sugli altri, consistendo in questo la «giustizia di natura». Callicle (della cui vera esistenza non può non dubitarsi, restando comunque fermo che Platone possa aver tradito alla posterità il pensiero di un sofista veramente vissuto) concepisce dunque il diritto naturale come un istinto naturale, identificantesi con la forza bruta. Questa concezione – che sarà ricorrente nella storia del pensiero – può essere denominata naturalistica in senso stretto, avendo riguardo solo all'aspetto ferino dell'umanità e trascurante quello razionale. Una natura, questa rappresentata nel dialogo platonico, oggettiva ed esterna, subìta passivamente dai consociati che ad essa si adeguano.
Fermo restando l'irriducibile contrasto fra il giusto per natura e quello per legge, una diversa idea ispira l'opera di sofisti come Ippia di Elide, che intenderà gli uomini «tutti congiunti, famigliari e concittadini per natura, non per legge» perché «la legge, tiranna dell'essere umano, lo costringe a molte cose contro natura», o come Alcidamante che, secondo quanto riportato da Aristotele nella Retorica, avrebbe affermato l'originaria libertà di tutti gli uomini, perché «la natura non creò nessuno schiavo». Per Antifonte, invece, «la maggior parte delle cose giuste secondo la legge sono in opposizione con la natura», perché per natura il singolo individuo perseguirebbe il suo giovamento personale, mentre la legge lo impedisce, essendo le norme di questa «convenzionali», ossia «frutto di un accordo», e derivando dal loro rispetto alla «giustizia». Dalla sua riflessione Antifonte Sofista inferisce che «per natura tutti siamo uguali in tutto, barbari e Greci. [...] Infatti, tutti respiriamo l'aria con la bocca e con le narici, e mangiamo con le mani tutti», intendendo che tutti gli uomini attendono alle necessità naturali allo stesso modo.
Se al Sofista Callicle si è imputato un eccessivo realismo, a pensatori come Ippia, Alcidamante e Antifonte non può non imputarsi il vizio dell'astrattismo, derivante dall'impostazione razionalistica della loro filosofia, la quale intende la natura come frutto della ragione, come norma che l'uomo dà a sé, obbedendo alla sua essenza.

#### Accenni giusnaturalistici nell'ultimo Platone e nello pseudo-Platone

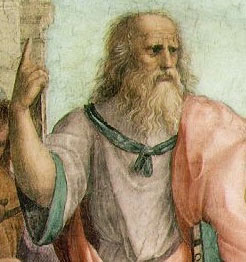
Platone.

Nell'opera platonica il valore della legge è stato inizialmente misconosciuto, poiché nello Stato descritto nella Repubblica non v'è alcun bisogno di leggi: i suoi cittadini sono condotti all'agir bene dall'opera educativa dello Stato, mentre i governanti, essendo filosofi, sono buoni in sé e non devono soggiacere ad alcun norma che limiti i loro poteri. Tuttavia, il valore della legge è riconosciuto dal filosofo in opere più tarde, nel Politico e nelle Leggi; anzi, nel Politico, il governo retto dalle leggi è quello che distingue le buone forme di governo dalle cattive. Ma, bisogna dire, nemmeno nel Politico al diritto è riconosciuto vero valore, perché «una legge, anche se comprendesse perfettamente ciò che è migliore e nello stesso tempo più giusto per tutti, non sarebbe mai in grado di dare gli ordini migliori: infatti le incongruenze degli uomini e delle azioni, e il fatto che non vi è mai nulla, per dire, che non sia in fermento nella condizione umana, non permettono che nessun'arte, quale che essa sia, sveli qualche semplice formula, in nessun ambito, valida per qualsiasi questione e in tutti i tempi». Dunque, la mancanza di valore etico del diritto comporta che anche le forme di governo buone perché rette dalle leggi siano, invero, degeneri, poiché veramente buono è solo lo Stato assolutamente giusto. Quanto scritto nella Repubblica non sarà mai rinnegato da Platone, ma dall'indifferenza per il giuridico si passerà a cogliere l'utilità del diritto, poiché esso rende più sopportabile lo svolgimento dell'esistenza entro le strutture delle forme di governo realizzabili storicamente.
Nell'ultima sua opera, le Leggi, Platone, pur continuando a non considerare la legge sotto il suo aspetto propriamente giuridico, le assegna valore morale e una funzione educativa all'interno dello Stato. La maggiore differenza che intercorre fra la Repubblica e le Leggi si rinviene proprio in questo riconoscimento assiologico, poiché, per quanto concerne altri aspetti, lo Stato cui guarda Platone è sempre quello etico. La funzione dello Stato etico delle Leggi è svolta non già dai filosofi, come avveniva nella Repubblica, bensì dalla legge, la quale cura i mali morali e commina sanzioni, istruendo i cittadini: proprio in questo riconoscimento etico-pedagogico sta la rivalutazione della norma giuridica. Il valore educativo della legge è il suo valore morale; e il valore educativo trova il suo fondamento nella ragione: se nella Repubblica i filosofi reggevano lo Stato perché depositari della conoscenza razionale, nello Stato delle Leggi la norma giuridica governa in quanto è ragione. Gli uomini, sostiene Platone, sono «come una marionetta costruita dagli dèi o per gioco o per uno scopo serio» ed essendo dominati dalle passioni, vengono tirati «come corde o funicelle [...] antitetiche l'una all'altra», le quali spingono «in senso inverso ad azioni opposte rispetto alla linea che divide la virtù e il vizio». «La ragione», prosegue Platone, «raccomanda di cedere sempre a una sola di tali trazioni [...] e di resistere alla trazione delle altre»: la sequela dell'unica trazione, conclude il filosofo, «è l'aurea e sacra guida della ragione che viene chiamata legge pubblica della città». E l'educazione, soggiunge poco più oltre il filosofo, consiste nel «condurre» i fanciulli verso il principio della retta ragione (lógos orthós) che la legge dichiara giusto.
Accortosi di un problema filosofico del diritto prima ignorato, Platone tenta di risolverlo attraverso il diritto naturale razionale: fondamento del diritto è la retta ragione (lógos orthós, lógos alethés). A una simile conclusione il vecchio Platone è condotto da una necessità meramente etica, ma la sua idea di un fondamento razionale assoluto della legge, pur mantenendo il suo significato essenzialmente etico, trapasserà nella dottrina Stoica, divenendo ispiratrice di un giusnaturalismo razionalistico che avrà grande peso nella storia del pensiero giuridico.
L'idea di un diritto fondato sulla ragione assoluta è il motivo guida del Minosse, dialogo un tempo attribuito a Platone ma che la critica moderna ritiene non essere suo, pur appartenendo senza dubbio all'ambiente dell'Accademia. Il dialogo prende le mosse con un'interrogazione di Socrate: «Che cos'è per noi la legge?». Il suo unico interlocutore replica giuspositivisticamente che la legge è il decreto dello Stato (dogma póleos); e Socrate (il quale espone idee dell'autore) controbatte che i decreti statuali possono anche essere cattivi, mentre la legge deve, per sua essenza, essere buona. La vera legge, prosegue Socrate, è solamente quella giusta; e ciò che non è retto (orthón) può sembrare legge agli insipienti, ma invero è illegale (ánomon). La legge, si dice nel Minosse, è «la scoperta di ciò che è». Questa affermazione è la prima a formulare in termini precisi l'idea di una corrispondenza fra ordine normativo umano e ordine ontologico che permea il mondo greco dal pensiero presocratico allo stoicismo.
Da quanto detto sembra potersi scorgere una prova dell'oggettivismo etico greco, specificamente con riguardo al diritto, avvertito dai greci come un dato naturale anteriore all'uomo e a lui esterno; tuttavia, occorre tener a mente che l'ordine armonico dell'essere che la legge «scopre» non è altro che l'ordine della ragione, conferito dall'uomo all'universo sulla base del mondo umano ordinato giuridicamente e, in definitiva, razionalmente. La corrispondenza della legge all'essere, dunque, altro non è che la corrispondenza fra la legge e la razionalità, la ragione vera (lógos alethés), e, finalmente, umanità, dacché la ragione è ciò che di essenzialmente umano v'è nell'uomo.

#### Diritto e natura nel pensiero di Aristotele

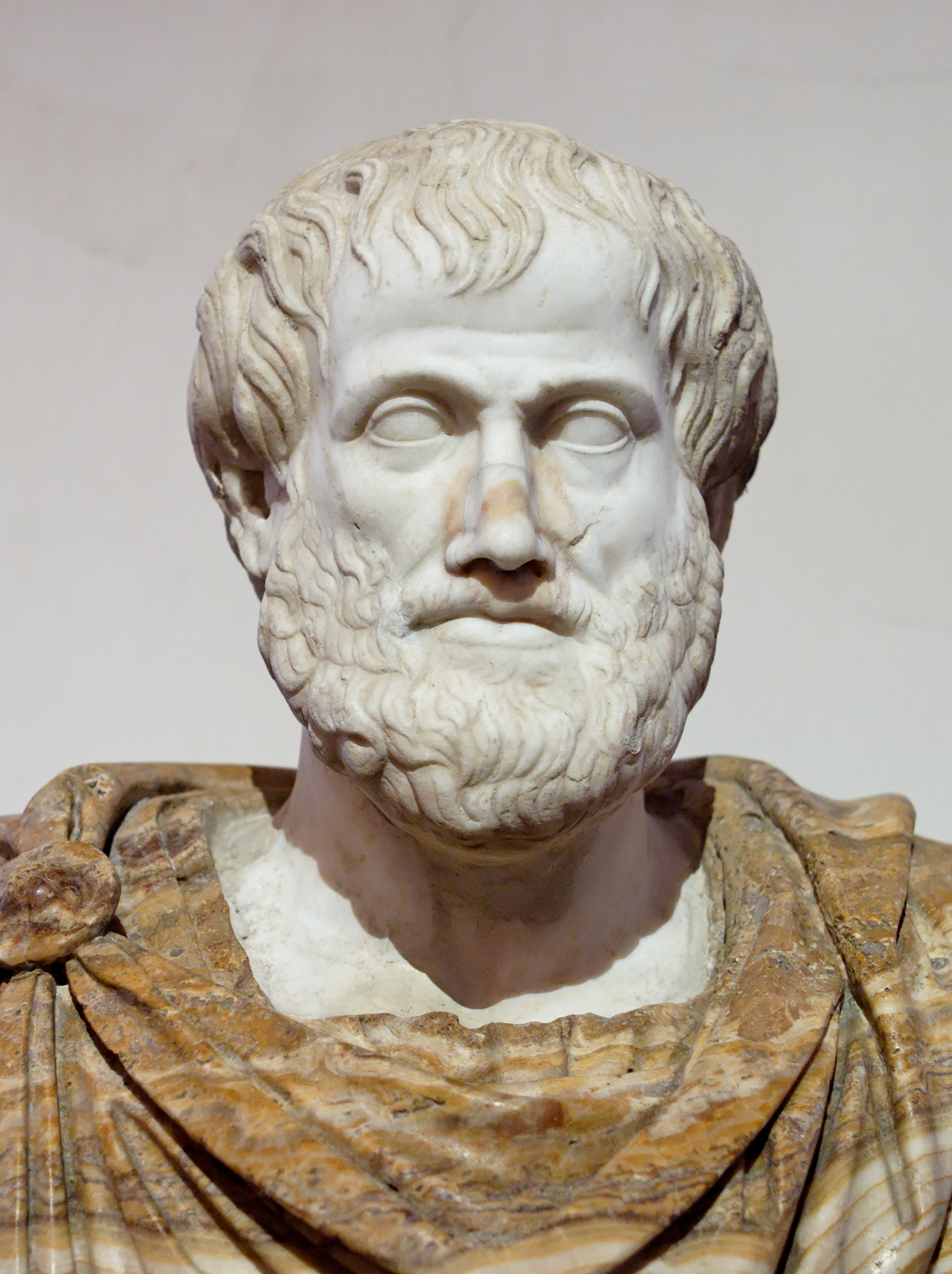
Aristotele di Stagira.

Pur non prestando molta attenzione al rapporto fra «giusto per natura» e «giusto per legge», Aristotele si serve di questa distinzione tratta dalla Sofistica e l'adopera nel libro V dell'Etica Nicomachea, ove dice che il giusto «naturale è quello che ha dovunque lo stesso potere e non dipende dall'opinare o dal non opinare, legale è quello che in origine non fa differenza se sia in un certo modo o in un altro, ma, quando viene formulato, fa differenza (per esempio, quando si stabilisce che il riscatto sia due mine, o di sacrificare una capra e non due pecore)». Tuttavia lo Stagirita, dopo aver illustrato la differenza fra giusto per natura e giusto per legge, prosegue stabilendo che, nonostante alcuni ritengano il giusto per natura immutabile, perché, «proprio come il fuoco che brucia sia qui che in Persia», mantiene la sua validità ovunque, «presso di noi ci sono cose che, pur avendo anche la caratteristica di essere per natura, ciononostante sono del tutto mutevoli». Una simile conclusione è segno inequivocabile dell'attaccamento di Aristotele all'esperienza concreta, alla storia, ed è altresì manifestazione di rifiuto dell'astrattismo e dell'universalismo. Attaccamento all'esperienza mondana riproposto anche in un luogo della Grande Etica, ove si dichiara che giusto per natura è ciò che «persiste per la maggior parte del tempo», rifiutando l'universale immutabilità del diritto naturale.
Il tema del diritto naturale è affrontato dallo Stagirita anche nella Retorica, ove distingue fra la legge propria di ciascun popolo (nόmos ídios), scritta o meno, e quella comune a tutti i popoli (nόmos koinόs), osservando che «vi è un giusto e un ingiusto per natura di cui tutti hanno come un'intuizione e che è a tutti comune, anche se non vi è nessuna comunanza reciproca e neppure un patto: così come sembra dire l'Antigone di Sofocle, che cioè è giusto seppellire, contro le disposizioni, Polinice, perché ciò è giusto per natura». In questa sede Aristotele, tuttavia, forse perché l'argomento incentrato sulle definizioni retoriche non permetteva troppe divagazioni, non tratta del possibile contrasto fra giusto per legge e giusto per natura.
Del rapporto antinomico fra giusto per natura e per legge, anche se in modo fuggevolissimo, lo Stagirita tratta invece nella Grande Etica, stabilendo che è sua intenzione occuparsi specificamente del giusto nella società e nello Stato (politikόn díkaion), che è esclusivamente giusto per legge, ma che tuttavia il giusto per natura è «superiore» (béltion) di quello per legge.
Data la laconicità di Aristotele sull'argomento, è difficile comprendere quale senso attribuisse alla natura, anche se è immediatamente possibile escludere che identificasse natura e ragione, perché la ragionevolezza – da quanto scrive nella Politica – è prerogativa della sola legge positiva, in quanto essa è «intelletto senza appetito». Per natura lo Stagirita intende ciò che avviene nei fatti, perché è per natura che si formi la famiglia, ossia che l'uomo e la donna si uniscano, dato che è naturale per gli uomini «come per gli altri animali e piante il mirare a lasciare un qualche altro essere simile a sé». È altresì per natura che gli atti a comandare comandino e quelli ad obbedire obbediscano, com'è per natura che nasca «dall'unione di più famiglie volte a soddisfare un bisogno non strettamente giornaliero» il villaggio e dalla «comunità perfetta di più villaggi» la città, «istituzione naturale». E «da ciò è chiaro che la città appartiene ai prodotti naturali, che l'uomo è un animale che per natura deve vivere in una città».
Il riferirsi di Aristotele alla natura, ossia alla natura fattuale della società del suo tempo, spiega il perché dell'esistenza di chi «è naturalmente schiavo». La schiavitù nel pensiero aristotelico può, infatti, derivare da due condizioni: da un difetto d'intelligenza che spoglia l'uomo della sua umanità e lo rende utile solo in virtù della sua forza fisica; da un irrinunziabile giovamento che la società trae dal lavoro degli schiavi.
Dunque, può concludersi che Aristotele, allorché si riferisce alla natura, intende esprimere la naturalità delle cose del suo tempo, senza alcun riferimento a idealità astratte. Se lo si vuole annoverare fra i giusnaturalisti per i suoi sporadici richiami a un «giusto per natura», bisogna conferire alla natura un senso radicato alla storia, non già eterno e immutabile.

#### L'anticaStoá

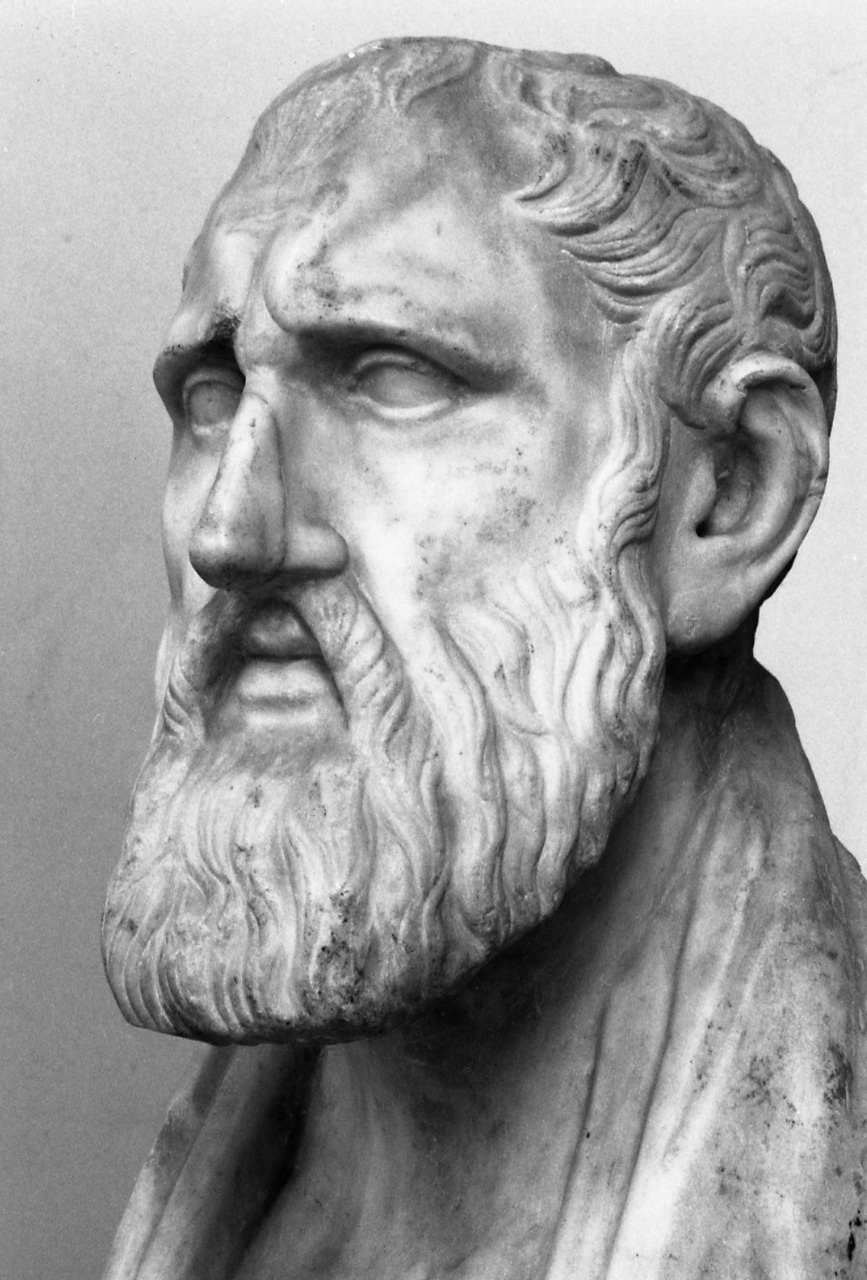
Zenone di Cizio.

Secondo la scuola stoica (che deriva il suo nome dal portico in cui Zenone di Cizio le diede i natali, la stoá poikìle) l'universo è mosso dal Lόgos, principio universale e divino, che è la Ragione (con evidente richiamo alla dottrina eraclitea postulante l'esistenza di una Ragione universale, sostanza ultima e principio della realtà). La visione stoica è panteistica perché presuppone l'esistenza di un Dio animatore dell'universo, che ne detta la legge; e questa legge è ragione, la stessa che caratterizza l'essenza umana, donde deriva una concezione panlogistica del reale. La legge disciplinatrice dell'universo ha qui un significato complesso, perché rappresenta ad un tempo l'essere dalla natura (comprendente anche l'uomo come elemento del cosmo), ossia la legge fisica, e il suo dover-essere, ossia la legge etica o giuridica, giungendo infine all'identificazione concettuale dei momenti che la costituiscono. Gli Stoici dunque, confondendo l'aspetto fenomenologico della legge naturale, ossia quello che considera ciò che realmente accade secondo la fisica, e l'aspetto deontologico, ossia quello che riguarda le prescrizioni dei doveri, considerano una natura che disciplina se stessa.

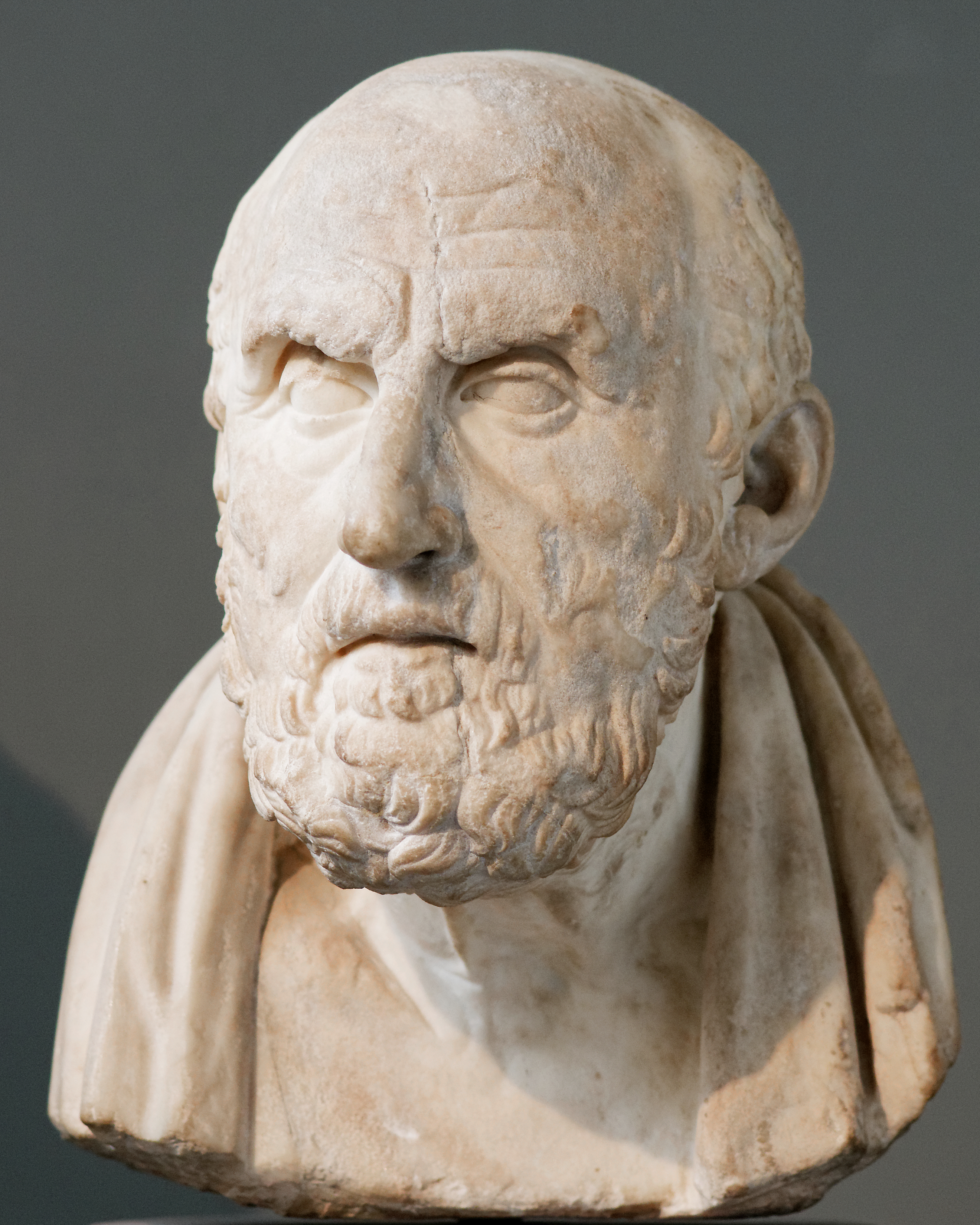
Crisippo di Soli.

Nell'etica la scuola stoica si richiama al Cinismo, condividendo con questi l'idea che – usando le parole di Zenone – il sommo bene consiste nel «vivere in coerenza alla natura». E Cleante ribadisce che il fine dell'uomo è «vivere coerentemente con la natura». Ma la natura degli Stoici non è quella animalesca dei Cinici: infatti, come chiarisce Crisippo (pensatore assai più fine di Cleante e in virtù di ciò considerato il secondo fondatore della stoá), ci si deve riferire alla natura «specifica dell'uomo», ossia al Lόgos, alla ragione. Vivere secondo natura significa, dunque, condurre una esistenza obbediente alla ragione, ponendo freno a ogni passione di sorta.
La dottrina stoica della razionalità immanente all'Essere, ossia di una natura intimamente razionale, permette alla scuola di formulare per la prima volta con decisione una dottrina del diritto naturale, dotata di un fondamento metafisico che giustifica il valore assoluto di un tale diritto. Per gli Stoici fu semplice ridurre a unità la molteplicità delle contrapposte idee di «giusto per natura» che nel pensiero greco si susseguirono, proprio in virtù dell'identificazione fra divinità, natura e ragione. Ciò è icasticamente raffigurato da Cleante nel suo Inno a Zeus ove si dice della divinità, che governa «il tutto secondo giustizia» e riunisce in unità la molteplicità, in modo che viva eternamente per tutti un'unica Ragione. E da questa Ragione si allontanano gli ingiusti – «miseri!» –, i quali non sono in grado di osservare la legge universale di dio, confermandoci nell'idea che la divinità, la natura e la ragione sono il principio della legge.
Da questa concezione gli Stoici ricavano un'altissima considerazione del diritto, il quale deve rappresentare positivamente la legge della Ragione universale. Per garantire tale corrispondenza è necessario che la legge positiva sia opera dei saggi, poiché, come dice Crisippo, «la legge è moralmente buona, in quanto consiste nella retta ragione che comanda le cose da fare e vieta quelle da non fare. Se dunque la legge è cosa buona, anche l'uomo buono è ossequiente alla legge: ossequiente alla legge è chi la segue e fa quello che essa impone; il legale invece è quello che interpreta la legge. Ora nessuno stolto potrà mai essere ossequiente alla legge o essere un legale». Tuttavia, la convinzione che la facoltà di legiferare pertenga solo ai saggi conduce alcuni Stoici antichi, a causa dell'esasperato razionalismo che fa perdere loro il contatto con la storia, a posizioni utopistiche (alla stessa stregua di quelle platoniche allorché si conferisce nella Repubblica la reggenza dello Stato ideale ai filosofi, ma con la sola differenza che gli Stoici si riferiscono a una dimensione universale e non cittadina) e la mancanza di livelli intermedi fra saggi e stolti, comporta che questi siano definiti «malevoli e ostili gli uni con gli altri».
In definitiva, ciò che importa rimarcare è che al centro del razionalismo stoico v'è l'idea di una legge che, essendo razionale, è universale. Alla legge della ragione obbediscono, dunque, tanto i saggi, quanto le leggi positive e lo Stato. L'etica e la politica stoica sono essenzialmente giusnaturalistiche e se, da un lato, queste possono essere vittime dell'astrattismo, dall'altro lato non può tacersi la funzione della dottrina del diritto naturale che, rifuggendo da ogni astrattismo, presuppone il dominio della ragione sull'attività politica e legislatrice. L'intuizione stoica nel campo etico godrà di una enorme fortuna, influenzando la filosofia romana e la teologia morale cristiana.

#### Il diritto naturale nella filosofia romana
Benché i Romani fossero d'indole pratica e poco avvezzi alla meditazione filosofica, essi riuscirono a formulare, attraverso l'influenza greca, alcune dottrine, seppur non originali, incentrate sui temi del diritto, della giustizia, della società e dello Stato. Tuttavia, proprio in virtù della loro indole pratica (che rese possibile la fondazione della scienza giuridica), i Romani si riferirono alle filosofie greche meglio rispondenti ai problemi della vita quotidiana, prescegliendo non di rado orientamenti eclettici; nonostante ciò, anche a Roma vi furono seguaci delle tradizionali dottrine greche, soprattutto di quell'indirizzo Stoico che, presupponendo uno Stato universale, ben si adattava al temperamento severo ed austero dei latini e, cosa più importante, riusciva a giustificare l'esistenza dell'Impero romano.
A Roma, dunque, accanto all'epicureismo (che ebbe come massimo interprete dell'argomento di cui si questiona il poeta Lucrezio, primo ideologo del contrattualismo), ebbe fortuna, ma in misura molto maggiore, lo stoicismo, che influenzò – oltre alle filosofie di Seneca, Marco Aurelio ed Epitteto – gli orientamenti dei giureconsulti. Lo stoicismo romano, però, non è più quello dell'antica Stoá, giacché esso è vocato all'eclettismo (subendo l'influenza delle dottrine platoniche e aristoteliche, che avevano segnato anche la Media Stoá di Panezio e Posidonio) nonché a un profondo senso religioso.

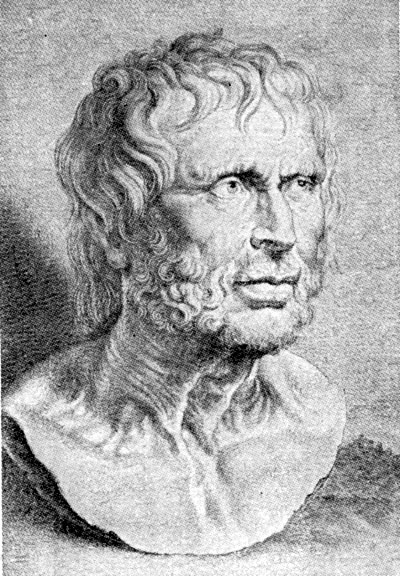
Lucio Anneo Seneca.

Da un profondo sentimento religioso è infatti segnato il pensiero di Lucio Anneo Seneca, il quale postula un'ideale fratellanza fra tutti gli uomini, perché – come si legge nelle Lettere morali a Lucilio – «siamo le membra di un grande corpo; la natura ci ha tratto alla vita stretti da un vincolo di parentela», ispirandoci amore reciproco e facendoci solidali; conferendo sostanza all'equità e alla giustizia. Nel pensiero di Seneca manca, dunque, la rigida distinzione stoica fra «saggi» e «stolti», poiché, essendo tutti gli uomini consanguinei e fratelli, ogni uomo è, per il sol fatto di essere uomo, partecipe dell'essenza divina, unica e immutabile. Atteggiamento riconfermato anche in un'altra epistola, ove, riferendosi alla schiavitù, stabilisce che non esistono schiavi ma «esseri umani» compagni di schiavitù, perché la sorte ha lo stesso potere tanto su noi quanto su loro. Il panteismo stoico produsse in Seneca il convincimento «che è più miserevole recar danno che subirlo»; convincimento che lo condusse, secondo il racconto di Tacito, ad affrontare la pena capitale «impavido».

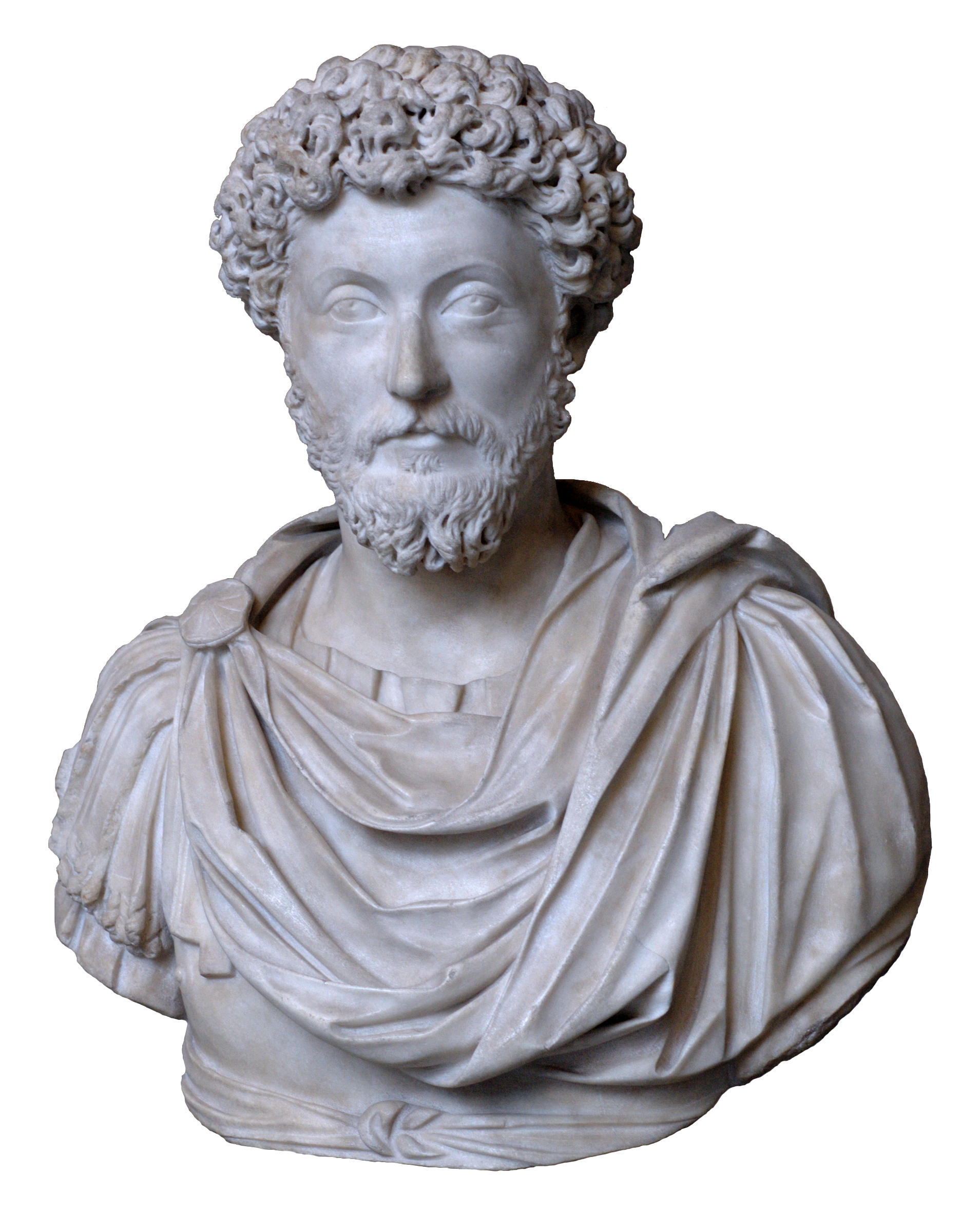
Marco Aurelio Antonio.

Analoghi atteggiamenti caratterizzano il pensiero di Epitteto, per il quale tutti gli uomini sono fratelli perché «veniamo da Dio tutti», nonché quello dell'imperatore Marco Aurelio Antonino. Marco Aurelio, nello scritto A sé stesso, stabilisce che ogni uomo, essendo per «propria costituzione e natura [...] razionale e socievole», è «affine» del suo simile, amando «l'umana stirpe», financo «chi sbaglia», perché «è proprio dell'uomo benignità verso i propri simili». Infatti anche chi agisce male partecipa dell'unico destino divino, essendo membro del corpo unico degli esseri razionali. L'imperatore filosofo conclude la sua riflessione statuendo che «commette empietà chiunque fa ingiustizia. Si pensi che mentre l'universale natura ha congegnato le creature razionali per reciproco aiuto (quindi debbono aiutarsi l'una con l'altra secondo il merito di ciascuna, mentre non debbono costituire motivo di danno vicendevole), chi ne trasgredisce il decreto commette empietà, ed è evidente che la commette contro la più venerabile Dea».
Queste idee di uguaglianza e fratellanza che permeano il pensiero latino, pur fondandosi su una supposta essenza razionale comune a tutti gli uomini, ispireranno, da un lato, l'etica cristiana della teologia medievale e, dall'altro, in virtù del fondamento razionale di queste dottrine, correnti di pensiero giuridiche moderne.

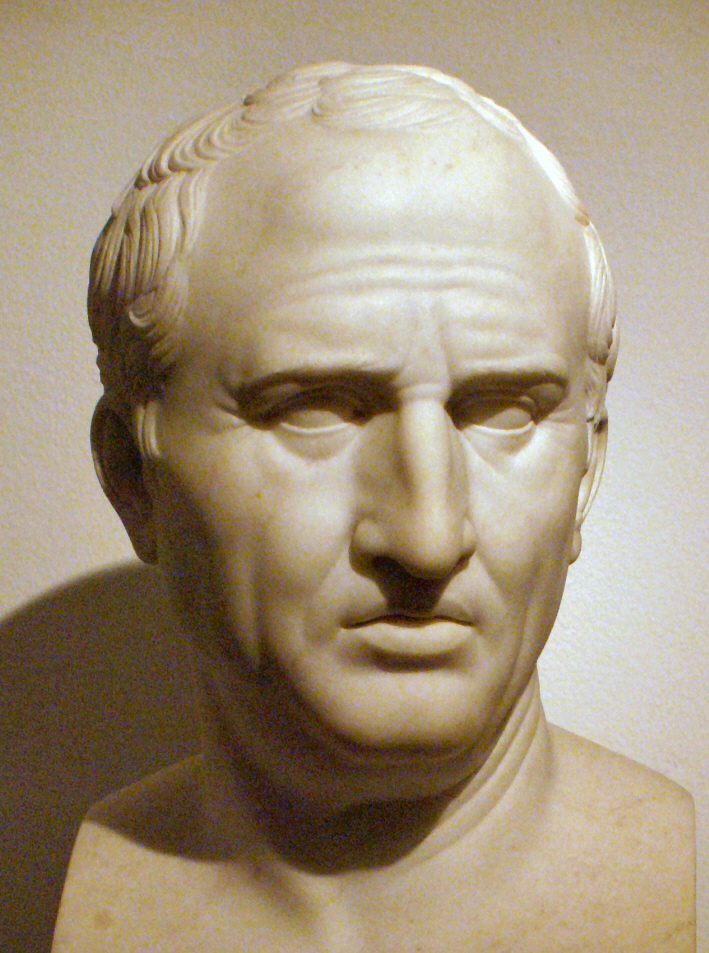
Marco Tullio Cicerone.

Il pensatore romano che concentrò maggiormente i suoi sforzi intellettuali sui temi della legge e dello Stato, pur non essendo, da quanto risulta dalle Epistulae ad Atticum, filosofo originale, fu Marco Tullio Cicerone, oratore forense e uomo politico, vissuto fra 106 a.C. e il 43 a.C.. La dottrina di Cicerone, caratterizzata dall'eclettismo (giacché esprimeva idee «non molto distanti dalle posizioni dei peripatetici», tentando di «essere contemporaneamente socratico e platonico», secondo un orientamento congeniale alla filosofia di Panezio di Rodi, Posidonio di Apamea e di Antioco di Ascalona) e da una conoscenza profonda delle questioni giuridiche, può considerarsi la prima vera filosofia del diritto. Nella sua ricerca speculativa intorno al diritto fu ispirato dalla dottrina della Media Stoá di Panezio, accentuandone l'accoglimento dell'aristotelismo, nonché dal platonismo eclettico di Antioco di Ascalona. Il metodo della ricerca filosofica adottato da Cicerone fu quello consistente nell'accoglimento delle conclusioni condivise dalle diverse scuole di pensiero che si erano avvicendate nel corso del tempo, perché, da quanto emerge dalle Tusculanae disputationes, il miglior criterio della verità è il consenso generale.
Cicerone, nel De legibus, considerata la prima opera di filosofia del diritto della storia del pensiero, ricerca l'origine (fons) del diritto, la quale è rinvenibile non già nella legge positiva, bensì nella natura razionale dell'uomo, perché «la legge è ragione suprema insita nella natura, che comanda ciò che si deve fare e proibisce il contrario: ragione che, attuantesi nel pensiero dell'uomo, è appunto la legge». Da questa legge della ragione, uguale in ogni luogo e in ogni tempo, sorta prima della fondazione di ogni Stato e di ogni norma positiva, trae le mosse il principio del diritto. L'ispirazione giusnaturalistica di Cicerone è manifestata anche in un altro luogo del De legibus, ove afferma che è «cosa stoltissima considerare giusto tutto ciò che sia stabilito nei costumi o nelle leggi dei popoli», perché «unico è il diritto che tiene unita la società umana, ed unica la legge che ne è fondamento, legge che consiste nella retta norma del comandare e del vietare; e colui che non la riconosce è ingiusto, stia essa scritta in qualche luogo o no». Se dovessimo concludere che la fonte del diritto è la legge positiva, prosegue Cicerone, si dovrebbe ritenere giusta ogni forma di sopruso o soperchieria approvata dal decreto o dal voto della massa, senza poter, in mancanza della legge naturale, distinguere fra la legge buona da quella cattiva. La legge, dice il filosofo, «non è né un'invenzione di uomini, né una deliberazione di popoli, ma è qualcosa di eterno, destinato a governare tutto il mondo con la saggezza del suo comando e del suo divieto», giacché «essa è la retta ragione divina».
Cicerone, nel terzo libro del De re publica, ripropone con più forza l'esistenza di una legge assolutamente vera in opposizione allo scettico Carneade, assertore della vanità della giustizia, sostenendo: «La vera legge è la retta ragione, in accordo con la natura, diffusa fra tutti gli uomini, immutabile, eterna, quella che chiama al dovere con il suo comando, con il suo divieto distoglie dalla frode. […] Non è permesso proporre modifiche a questa legge, né è lecito derogare a una qualche sua disposizione, né è possibile abrogarla interamente, né da questa possiamo essere esentati dal senato o dal popolo, […] né questa legge sarà una a Roma, un'altra a Atene, una ora, un'altra in futuro, ma una sola legge terrà unite tutte le genti e in ogni tempo, e sarà uno solo comune guida e signore di tutti, il dio: lui di questa legge autore, arbitro, giudice; chi ad essa non ubbidirà, fuggirà se stesso e, poiché ha rifiutato la sua natura di uomo, proprio per questo sconterà le pene più gravi anche se sarà riuscito a sfuggire a tutti quelli che comunemente sono ritenuti supplizi».
Nel passo citato del De re publica emergono chiaramente le tre concezioni del diritto naturale che storicamente si sono presentate (legge della natura, della ragione, della divinità) e ciò era possibile in virtù del panteismo stoico, secondo cui Dio, la natura e la ragione sono la stessa cosa. Tuttavia, quello che è più importante rimarcare è che «chi ad essa [scilicet, alla legge naturale] non ubbidirà, fuggirà se stesso», ossia rifiuterà la sua natura umana e razionale. Da ciò si deduce che il diritto naturale è inteso come norma della ragione che l'uomo, in quanto uomo, dà a sé stesso. Questo passo del De re publica ha un'importanza fondamentale, perché permette il corretto intendimento non solo del giusnaturalismo ciceroniano, bensì di tutta l'antichità greco-romana. Difatti, già dai presocratici, l'ordine della natura altro non era che il complesso delle necessità giuridiche e sociali trasferite al mondo fisico e, nel momento in cui si è definito con più accuratezza il significato di «giusto per natura», questo fu fatto coincidere con la retta ragione. Ciò comporta che il diritto di natura non è una realtà oggettiva, esterna, subìta dai consociati, bensì rappresenta la loro essenza, la loro ragione che – usando le parole di Cicerone espresse nel De officiis – «regola la vita degli dèi e degli uomini».
Obbedendo alla legge naturale l'uomo, secondo la visione ciceroniana, obbedisce sì alla natura divina, ma, inoltre, obbedisce a se stesso, secondo il senso proprio della parola autonomia: dare leggi a se stessi.

#### Il diritto naturale nella giurisprudenza romana

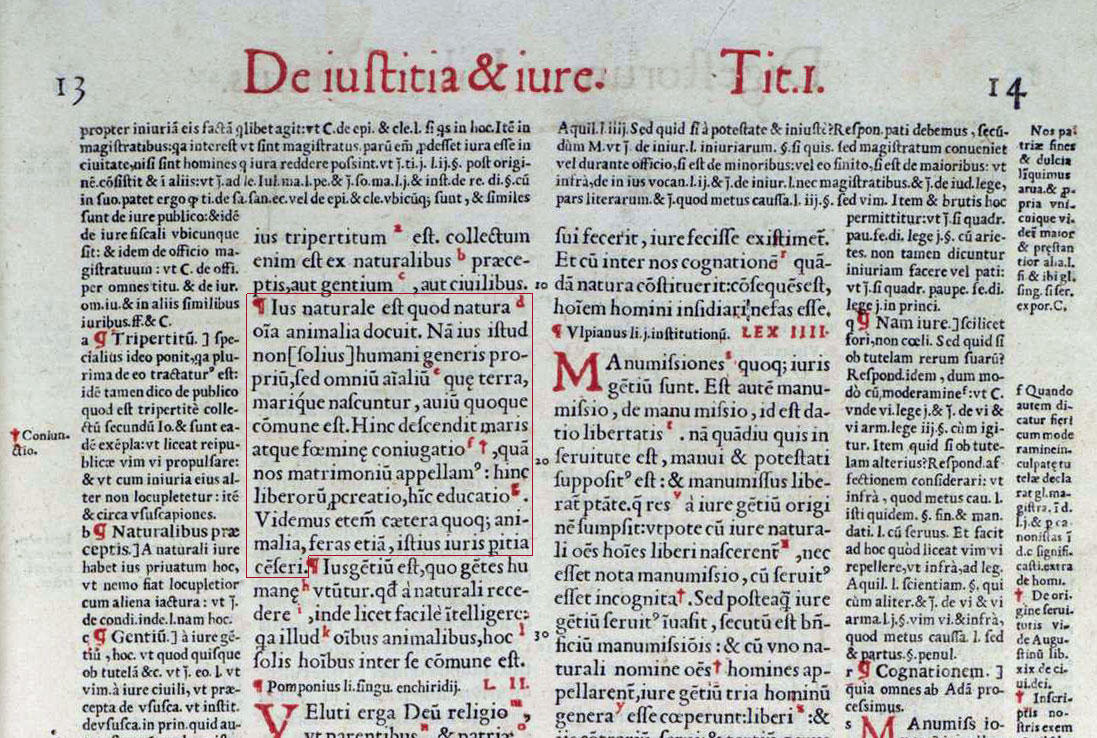
La definizione ulpianea del diritto naturale (D. 1, 1, 1, 3).

La lezione stoica, proficuamente accolta da Cicerone, si trasfuse nella coscienza giuridica romana, ma i giureconsulti, non essendo filosofi, ne trassero scarsi e rozzi ammaestramenti, interpretando la natura (che per gli Stoici era permeata dalla ragione divina) come atavico istinto comune anche agli esseri irrazionali. Esempio emblematico del cattivo intendimento della dottrina stoica è quello di Ulpiano, allorquando stabilisce che «il diritto naturale è quello che la natura ha insegnato a tutti gli esseri animati; ed infatti questo diritto non è proprio del genere umano, bensì è comune a tutti gli esseri animati che nascono in terra ed in mare, ed anche agli uccelli. Di qui discende l'unione del maschio e della femmina, che noi chiamiamo matrimonio, di qui la procreazione e l'allevamento dei figli; e infatti vediamo che anche agli altri animali, perfino a quelli selvaggi, si attribuisce la pratica di questo diritto». La definizione ulpianea del diritto naturale, tutta pervasa di materialismo e determinismo, propone, più che una norma statuente il dover fare, una necessità naturale, tradendo quel panteismo stoico che era in grado di compendiare una natura dell'essere e del dover essere in un'unica entità. Questo passo di Ulpiano sarà inserito nel Digesto giustinianeo (D. 1, 1, 1, 3) e insieme all'intero Corpus iuris civilis costituirà oggetto di studio per le scuole giuridiche medievali.
Nel Corpus iuris civilis è possibile rinvenire, accanto alla definizione della legge naturale proposta da Ulpiano, quella datane dal giureconsulto Paolo, secondo cui il diritto naturale è «quello che è sempre giusto e buono» (D. 1, 1, 11). Nelle Istituzioni, sempre accanto alla definizione ulpianea, ne è riportata un'altra sicuramente risalente al tempo di Giustiniano I, dato l'uso di terminologie cristiane, secondo cui «le norme giuridiche naturali, che vengono osservate in modo uguale presso tutte le genti», sono «stabilite da una provvidenza divina» (I. 1, 2, 11).

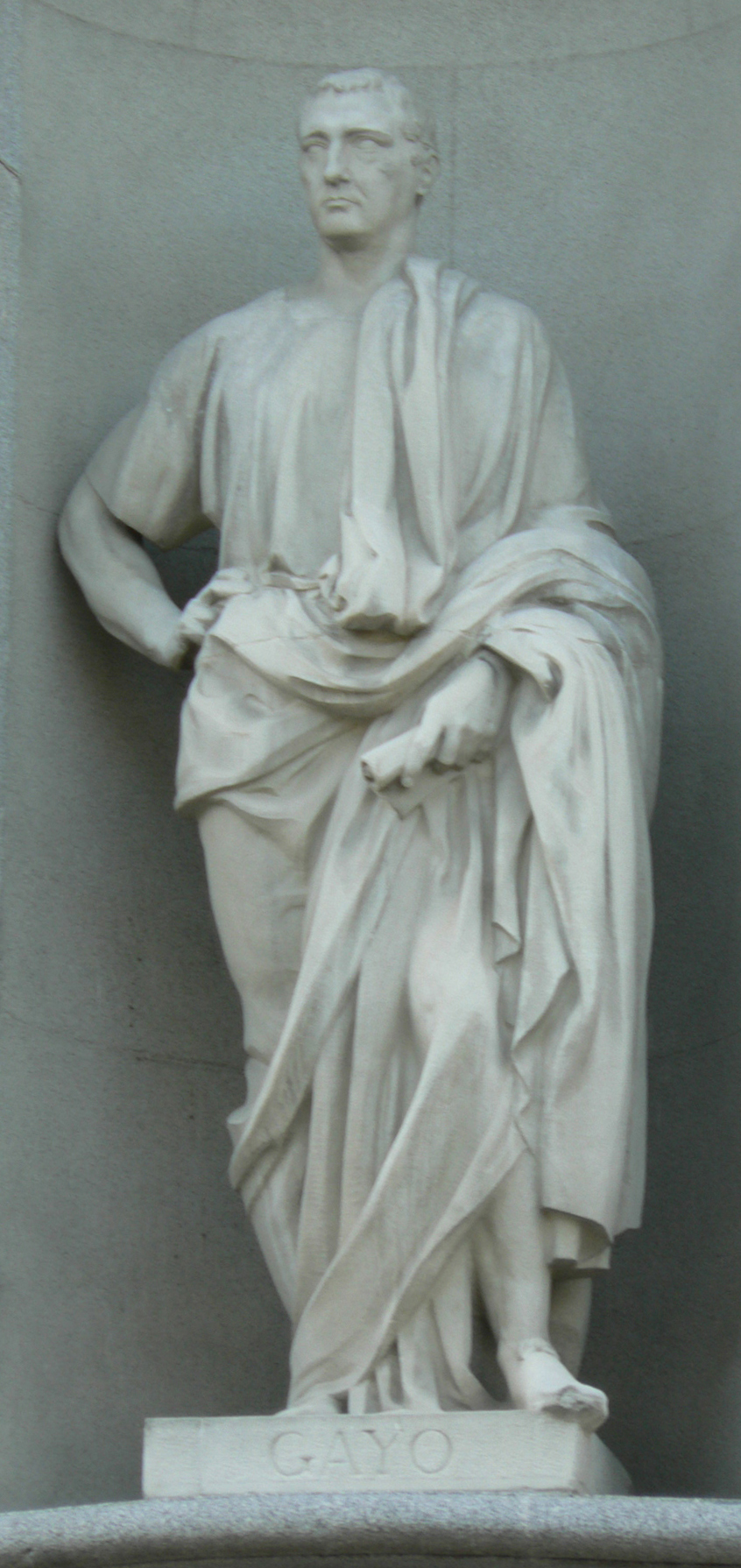
Gaio.

Invero, benché in altri luoghi del Corpus iuris civilis ci si riferisca a un diritto naturale come istinto comune agli animali, la concezione di fondo rinvenibile a seguito di una attenta riflessione è quella più alta, riferibile alla dottrina stoica. Così si giustificano i riferimenti di Ulpiano a una naturale libertà ed eguaglianza degli uomini, i quali sono schiavi in forza del ius gentium; così sono giustificabili le affermazioni riportate nelle Istituzioni giustinianee secondo cui la prigionia e la schiavitù, «contrarie al diritto naturale», sono sorte in conseguenza delle guerre e del ius gentium. Va tuttavia osservato che questo ius gentium, distinto dai giureconsulti romani dal ius naturale e non di rado ad esso contrapposto, può apparire in alcune riflessioni molto simile al diritto naturale, giungendo addirittura a identificazioni confondenti. A onor del vero, sia all'inizio delle Istituzioni giustinianee, sia nel passo ulpianeo col quale si apre il Digesto, è riportata una tripartizione del diritto in ius naturale, ius gentium e ius civile. La definizione del diritto naturale riportata nelle Istituzioni, come si è dianzi notato, è quella ulpianea di un diritto comune «a tutti gli esseri animati»; il ius civile è invece definito con le parole di Gaio, secondo le quali esso è il diritto proprio di ciascuno Stato; il ius gentium è definito ancora con le parole di Gaio, secondo cui è il diritto osservato egualmente presso tutti i popoli «che la ragione naturale stabilisce fra tutti gli uomini» (I. 1, 2, 1). Come si è detto, sovente l'identificazione fra ius naturale e ius gentium risulta confondente, giacché entrambi sembrano essere frutto della naturalis ratio, e da tale assurdo non sfugge nemmeno il pensiero giuridico di Cicerone allorché nel De haruspicum responso parla di un «ius gentium per legge di natura». Le tre nozioni di ius honorarium, ius gentium e ius naturale, in sostanza, appaiono distinte, ma sovente sovrapponibili e intersecabili l'una con le altre.
Una possibile interpretazione può essere quella secondo cui la tripartizione (ius civile, gentium, naturale) risalirebbe a un'età più tarda e che la giurisprudenza classica fosse a conoscenza della sola bipartizione fra ius civile e ius gentium; certo è che presso Gaio, il quale visse nel secolo II d.C., si rinviene tale bipartizione e del ius gentium o ius naturale, si può cogliere una definizione profondissima, scevra d'influenze metafisiche, che non pensa un diritto fuori dal corso storico e venato d'intellettualismo astratto, bensì presuppone un diritto radicato nella storia, positivo e adoperato dai Romani, frutto della ragione, non già della volontà dello Stato: esso è diritto naturale in virtù della sua umanità. A cotesta interpretazione non dovrebbe ostare il riferimento all'immutabilità nel tempo del diritto naturale rinvenuto nella definizione paolina (secondo cui esso è «quello che è sempre giusto e buono»), dacché non è da intendere in senso necessariamente antistorico, potendo comunque significare che il diritto naturale, pur mutando nel tempo, soddisfa costantemente l'esigenza etica della giustizia.
Può dunque concludersi che per i giureconsulti romani il diritto naturale non fu un'idealità astratta, anche in virtù dell'utilizzo pratico che ne fecero, positivizzandolo. Difatti, nella compilazione giustinianea sono contenute diverse applicazioni del diritto naturale (anche se, spesso, v'è confusione col ius gentium) nel campo, ad esempio, della tutela degli impuberi (I. 1, 20, 6) o dell'arricchimento con danno altrui (D. 50, 17, 206). Di straordinaria importanza sono, inoltre, i richiami – a dire il vero rari nell'antichità – a diritti naturali soggettivi, nonché l'affermazione che il diritto positivo non può sopprimerli (I. 3, 1, 11). Infine, ciò che, per converso, nel diritto romano manca è la contrapposizione fra diritto naturale e positivo, dacché il ius naturale è una forma di diritto positivo.

#### La filosofia greco-giudaica: Filone di Alessandria

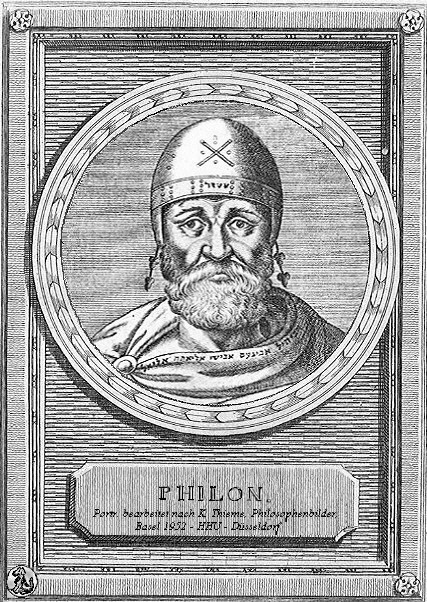
Filone di Alessandria.

Per la filosofia giuridica la storia dell'Ebraismo ha notevole importanza, perché l'idea di legge è stata al centro della vita religiosa, sociale e politica del popolo ebreo, fino al punto di far assumere alla morale ebraica caratteri legalistici, ossia facendo coincidere la moralità con la stretta osservanza dei precetti della legge. Infatti, essendosi il popolo d'Israele obbligato giuridicamente all'osservanza della Legge divina (la cosiddetta Toràh) con la speranza di conservare la propria salvezza e prosperità, la religione ebraica appare dominata dal giuridicismo. L'etica ebraica, dunque, rinvenendo il suo fondamento in una legge rivelata dalla divinità, espunge ogni residuo giusnaturalismo, venandosi di caratteri volontaristici e trapassando nel misticismo.
Questi orientamenti marcatamente volontaristici e legalistici dell'etica ebraica furono mitigati dal sincretismo di Filone di Alessandria (pensatore vissuto fra il I secolo a.C. e il II d.C.), attraverso una serie di commenti all'Antico Testamento (il cosiddetto berîth, ossia «patto») che cercano di accordare il racconto biblico con motivi appartenenti alla filosofia greca.
Filone ricupera al pensiero giudaico il concetto fondamentale dell'etica greca secondo cui il mondo sarebbe espressione di un ordine razionale in quanto ordine giuridico. L'armonia (kósmos) dell'universo generata da Yahweh è intesa da Filone come ordine di giustizia e di buon reggimento politico realizzato dal sovrano per mezzo dell'eguaglianza giuridica, perché, come scrive nel De decalogo, «vi è un'unica causa del mondo ed un'unica guida re, che tiene le redini e che regge il timone dell'universo conservandolo, e che ha cacciato dal cielo l'oligarchia e l'oclocrazia, le forme di governo insidiose che hanno origine dal disordine e dall'avidità». Sulla giustizia dice che nessun poeta o prosatore è in grado di cantarne le lodi: la giustizia è figlia dell'uguaglianza, perché essa ha disposto bene ogni cosa in cielo e in terra «secondo leggi e norme immutabili». L'uguaglianza «nell'universo costituisce l'ordine armonico, negli Stati è la migliore delle forme di governo, la democrazia, e nelle anime è la virtù».
Come per i filosofi greci, anche per Filone esistono leggi di natura non scritte (ágraphoi nómoi), secondo le quali tutti gli uomini sono eguali. Parlando degli Esseni, Filone riferisce che essi esecravano la schiavitù perché ritenevano ingiusto ed empio violare la legge di natura che ha generato, a guisa di madre, gli uomini tutti uguali, come fratelli. Ma il passo più importante per l'argomento filosofico del diritto è quello che, all'interno del commento al racconto biblico della vita di Mosè, riguarda le leggi che questi aveva ricevuto da Dio. Nella Bibbia il valore e il fondamento della legislazione mosaica è derivato dalla volontà divina. Filone, invece, vede le leggi mosaiche «segnate dai sigilli della natura», facendone discendere il valore dalla loro conformità a natura piuttosto che a un decreto divino, secondo la concezione greca. Nel De migratione Abrahami Filone – che è pienamente edotto sul fine conservativo della società perseguito dalla legge – inferisce che vivere secondo natura significa condurre un'esistenza sotto la guida della retta ragione (orthòs lógos) e lo stesso avviene seguendo Dio. La gloria dei Patriarchi, scrive Filone, consistette nell'aver vissuto, precedentemente alla rivelazione della legge divina a Mosè, incarnando la legge della ragione.
Secondo Filone, dunque, il valore della legge divina sta nella sua conformità alla natura intesa come retta ragione. Dio, natura e ragione sono una cosa sola come nel panteismo stoico, ma in Filone l'identificazione è assai più rilevante perché qui non si tratta del Dio stoico, principio metafisico immanente all'universo, bensì del Dio ebraico, inteso come Dio personale, creatore e reggitore dell'universo, che, in quanto entità trascendente, sarebbe dovuta rimanere ben al di sopra della natura e della ragione. La formazione greca di Filone, invece, lo conduce alla ricerca della giustificazione della legge mosaica, rinvenendola non già nella volontà di Dio, ma nella sua intrinseca razionalità. Ad analoghe conclusioni saranno condotti i pensatori cristiani dei primi secoli nel momento in cui identificheranno, in virtù della loro formazione greca, la vera legge con la retta ragione.

#### Il cristianesimo antico e san Paolo

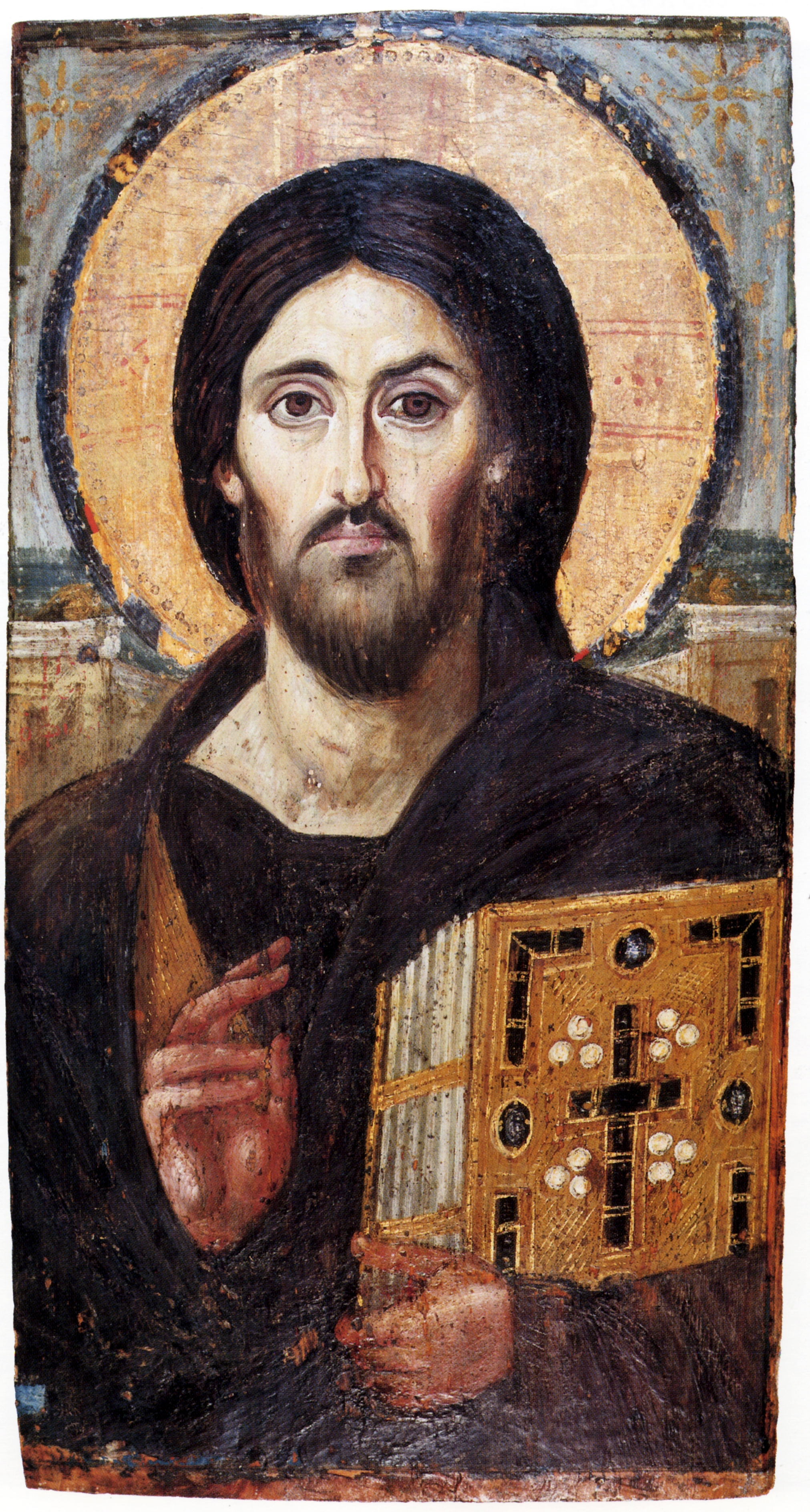
Gesù di Nazareth.

Il cristianesimo prese le mosse dalla predicazione di Gesù di Nazareth (euanghèlion, il Vangelo, la «buona novella») nell'ambiente ebraico in un momento in cui forte era il bisogno dell'uomo d'incontrarsi con Dio.
E il messaggio del Cristo soddisfece questa esigenza, annunziando non già la palingenesi della società terrena e delle sue istituzioni politiche, bensì l'avvento del regno di Dio. Al prefetto Pilato che domanda se egli fosse «il re dei Giudei» (Giovanni, 18, 33), il Nazareno replica che il suo «regno non è di questo mondo» (Giovanni, 18, 36). Al Cristo, infatti, nulla importa delle cose mondane, socio-politiche e in ispecie giuridiche, egli esorta, al contrario, a «rendere a Cesere ciò che è di Cesare e a Dio ciò che è di Dio» (Marco, 12, 17), dispensando rabbuffi ai Farisei, colpevoli di aver «usurpato la chiave della scienza» (Luca, 11, 52), impedendo agli uomini di condurre un'esistenza secondo la volontà divina. Ma il Cristo, pur non curandosi della mondanità, non ebbe l'intenzione di «abolire la Legge»; anzi, egli proclamò d'esser venuto per darle «compimento» (Matteo, 5, 17). E ciò si consegue non già con la gretta e letterale osservanza di essa, come facevano i Farisei, bensì abbandonandosi all'amore per il Padre e per il prossimo: «Amerai il Signore Dio tuo con tutto il cuore, con tutta la tua anima e con tutta la tua mente. Questo è il più grande e il primo dei comandamenti. E il secondo è simile al primo: Amerai il prossimo tuo come te stesso. Da questi due comandamenti dipendono tutta la Legge e i Profeti» (Matteo, 22, 37-40).
L'idea del diritto è dunque assente nei vangeli, i quali sono totalmente concentrati sull'annunzio del regno dei Cieli, una società mistica non retta da norme di coesistenza né da istituzioni giuridiche.

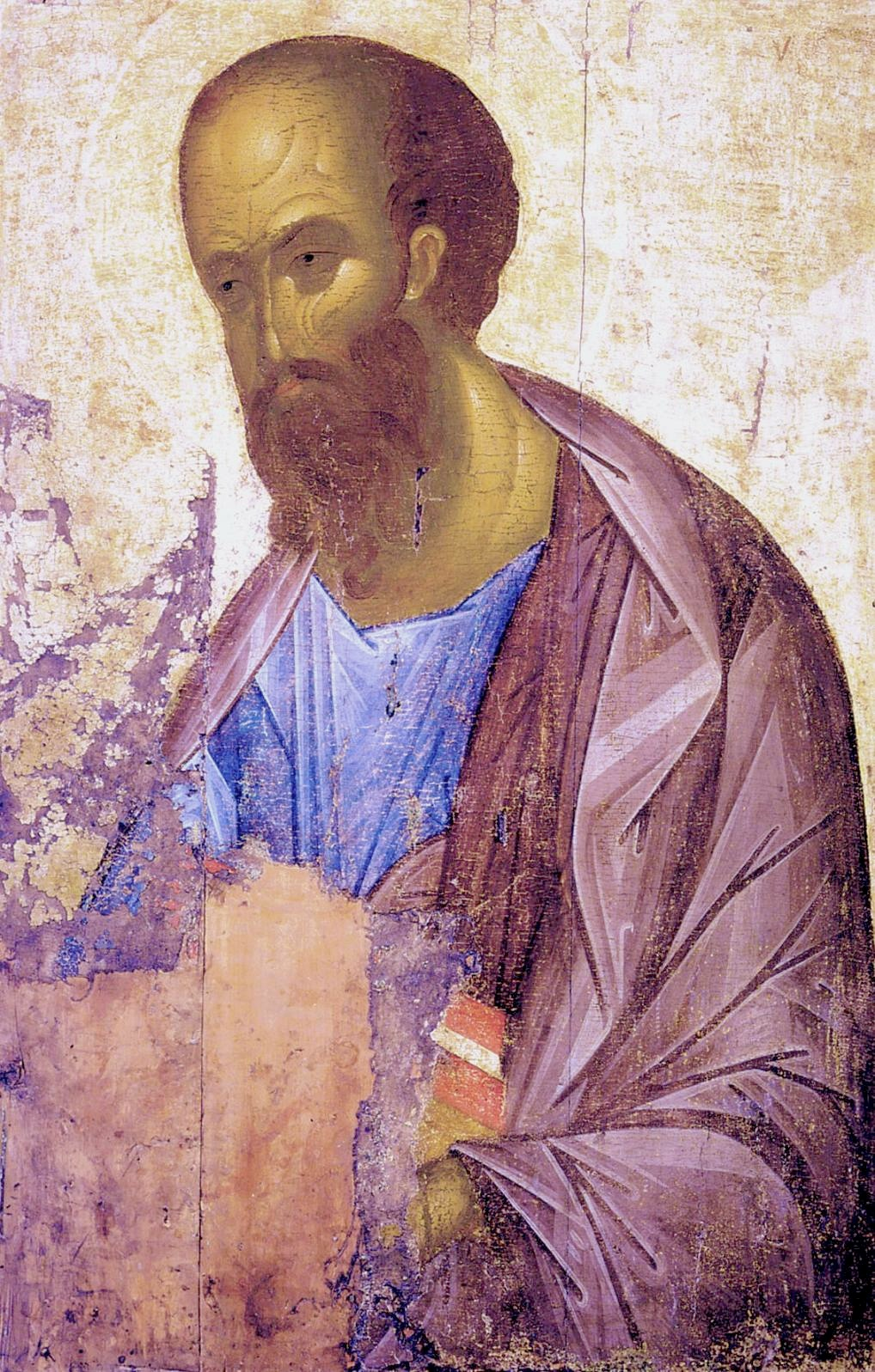
Paolo di Tarso.

Prima della conversione al cristianesimo, Paolo di Tarso fu, da quanto risulta dalla Lettera ai Filippesi, «irreprensibile quanto alla giustizia che deriva dall'osservanza della legge» (Filippesi, 3, 6), assecondando un atteggiamento legalistico invalso nella pratica della «giustizia» farisaica. Il legalismo veterotestamentario che vincolava l'uomo a Dio e Dio all'uomo, a guisa di una obbligazione giuridica, al fine di conseguire la salvezza materiale del popolo d'Israele, in seguito alla conversione di Paolo, si risolve in una concezione della vita ultraterrena: «In realtà», scrive san Paolo, «mediante la legge io sono morto alla legge, per vivere per Dio. Sono stato crocifisso con Cristo e non sono più io che vivo, ma Cristo vive in me. Questa vita nella carne, io la vivo nella fede del Figlio di Dio, che mi ha amato e ha dato se stesso per me. Non annullo dunque la grazia di Dio; infatti se la giustificazione viene dalla legge, Cristo è morto invano» (Galati, 2, 19-21). Per Paolo «dalle opere della legge non verrà mai giustificato nessuno» (Galati, 2, 16), giacché «per mezzo della legge si ha solo la conoscenza del peccato», e l'unica redenzione potrà giungere agli uomini «da Cristo Gesù» (Romani, 3, 20-24), in forza della «legge della fede» (Romani, 3, 27), che libera dal peccato e dalla morte (Romani, 8, 2). Ma la legge cui si riferisce Paolo non è vera legge, poiché essa si risolve, secondo l'insegnamento evangelico, in «un amore vicendevole» fra gli uomini (Romani, 13, 8). L'Apostolo Paolo, dunque, rifiuta la legge in generale, perché la legge rappresenta la mondanità, il peccato, la morte, ossia tutto ciò da cui il Cristo è venuto a redimere l'uomo, sottraendolo dal soddisfacimento dei «desideri della carne», per farlo «guidare dallo Spirito», il quale evita all'uomo di rimanere «sotto la legge» (Galati, 5, 16-18).
Tenuto conto della svalutazione paolina della legge, la quale è superata nell'amore per il Cristo, è possibile dar l'interpretazione corretta di un passo della Lettera ai Romani (2, 14-15), in cui, fin dall'antichità, fu vista l'accettazione dell'Apostolo Paolo della dottrina del diritto naturale, favorendo grandemente l'introduzione di tale teoria entro la morale cristiana.
Nei versetti 14-15 del secondo capitolo della Lettera ai Romani, Paolo stabilisce che i Gentili, i quali «non hanno legge» (ossia non avevano, a differenza degli Ebrei, la legge rivelata da Dio), «per natura agiscono secondo la legge», sicché «essi dimostrano che quanto la legge esige è scritto nei loro cuori». Senza dubbio san Paolo si riferisce a un principio di condotta intimo all'uomo, il quale, per l'uso dell'espressione «per natura», può intendersi come «legge naturale». Ma essendo questo principio naturale di condotta equiparato alla legge mosaica, poiché esso ne fa le veci presso i Gentili che non hanno goduto della rivelazione, non ha valore. E non ha valore in virtù di ciò che si è stabilito precedentemente, perché Paolo rifiuta ogni legge e, dunque, anche la mosaica: essa caratterizza le popolazioni non redente dal Signore e schiave del peccato. Anche se l'Apostolo Paolo avesse riconosciuto – ma ciò non può essere affermato con sicurezza – l'esistenza di una legge naturale valida per tutti gli uomini, egli non potrebbe essere considerato un giusnaturalista per ciò solo. La legge naturale, infatti, è e rimane legge, la quale non potrebbe non essere rifiutata dall'aspro antilegalismo del cristianesimo antico, soprattutto perché questo trova un'estremizzazione proprio nel pensiero di san Paolo. Del resto, ogni riferimento a una legge scritta «per natura» nei cuori degli uomini è, nell'epistolario paolino, secondario. Accennare a questi versetti della Lettera ai Romani è comunque utile, perché attraverso essi il giusnaturalismo stoico e ciceroniano sarà accettato dagli scrittori cristiani posteriori. Infatti, solo ritenendo che san Paolo avesse accolto le idee stoiche e ciceroniane, queste avrebbero potuto farsi strada nella morale cristiana, poiché la dottrina giusnaturalistica, oltreché cozzare con il fermo antilegalismo cristiano, è frutto di una tradizione pagana.

#### Il diritto naturale nel pensiero dei Padri della Chiesa

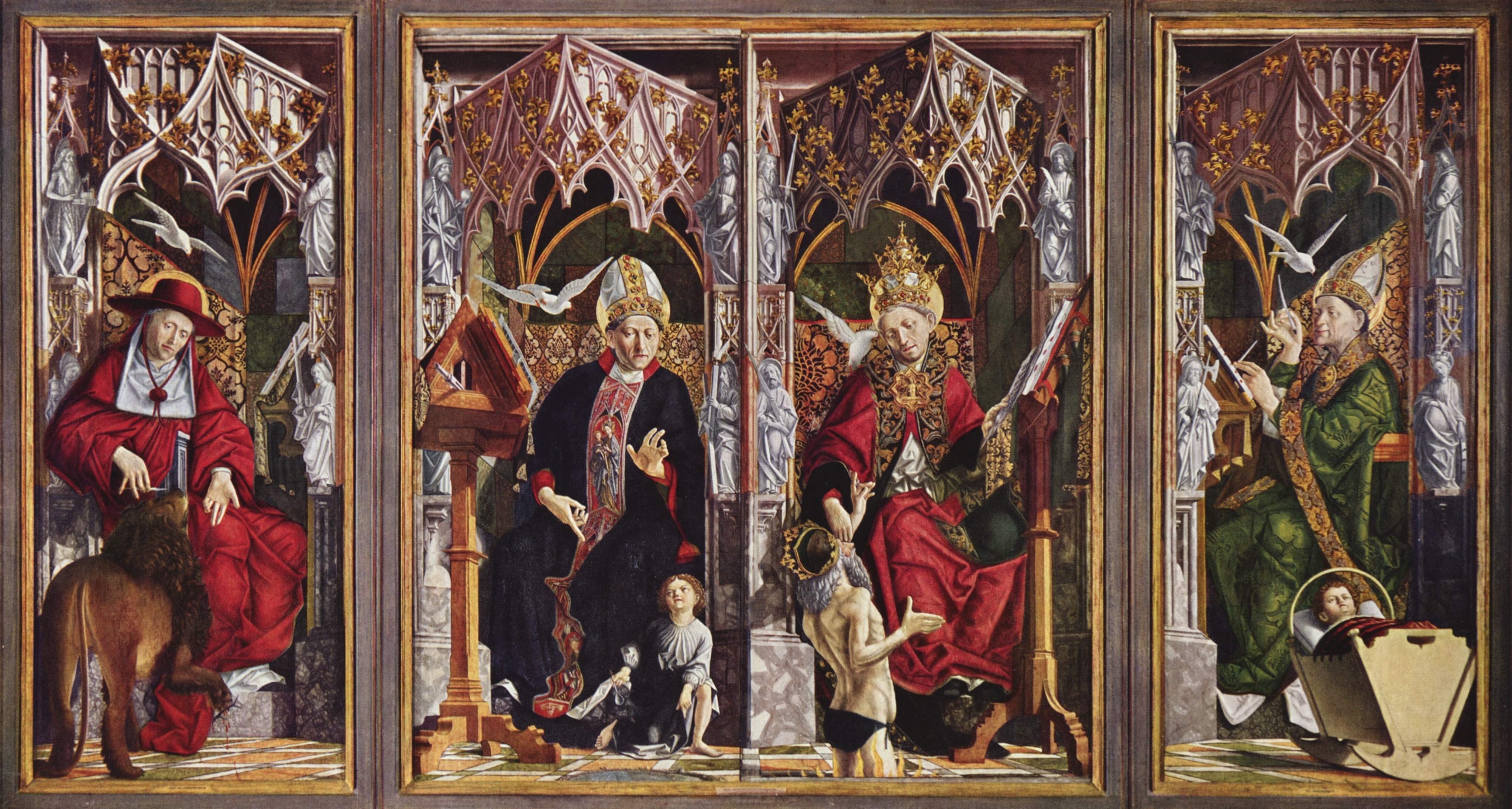
San Girolamo, sant'Agostino, san Gregorio Magno e sant'Ambrogio.

Allorché il cristianesimo, per resistere alle persecuzioni e assicurare la propria unità contro sbandamenti ed errori, dovette mettere a sistema e chiarire i propri presupposti teorici, riuscì a cogliere quelle verità che solo imperfettamente la filosofia greca era riuscita a raggiungere. Posta la pietra angolare sul terreno della filosofia, il cristianesimo affermò la propria continuità col pensiero greco, presentandosi come la sua compiuta realizzazione. Questa continuità col pensiero greco fu giustificata affermando l'unità della ragione (lόgos) che Dio creò identica per gli uomini di tutti i tempi e a cui la rivelazione cristiana apportò l'ultimo e sicuro fondamento. Con ciò si affermò l'unità fra religione e filosofia, che permise agli scrittori cristiani dei primi secoli di avere un presupposto tramite cui suffragare la propria ricerca. Anche quando i pensatori cristiani stabiliscono l'antitesi fra dottrina pagana e cristiana (come, ad esempio, Taziano), questa è posta su un piano squisitamente filosofico, confermando la continuità fra cristianesimo e filosofia. Il periodo dottrinale in cui si tentò d'interpretare, da un lato, il cristianesimo attraverso concetti desunti dalla filosofia greca e, dall'altro, la filosofia greca attraverso il cristianesimo, è la Patristica. In questo periodo i Padri della Chiesa, sono ispirati e aiutati dalle filosofie pagane, servendosi maggiormente, non senza fraintendimenti, di quella Stoica.
In tema di legge morale, i Padri della Chiesa ebbero la tendenza ad assimilare l'insegnamento ebraico con quello greco, come già aveva fatto Filone di Alessandria; ma per i Padri il dato è assai più rilevante, poiché i loro orientamenti influenzarono profondamente gli sviluppi della morale cristiana. La filosofia Patristica, se da un lato accoglieva l'idea derivante dalla tradizione ebraica della legge come norma positiva posta dalla volontà incondizionata di Dio, dall'altro lato accoglieva l'orientamento greco-romano dell'esistenza di una legge suprema, quella di natura, dettata dalla ragione umana.
Come si è precedentemente detto, il cristianesimo antico, specificamente con san Paolo, aveva rifiutato l'idea della legge, sia positiva che di natura, perché per mezzo di essa «si ha solo la conoscenza del peccato». E dal peccato si può essere redenti solo seguendo il Cristo, in grado di far rinascere nello Spirito: «se vi lasciate guidare dallo Spirito», scrive san Paolo, «non siete più sotto la legge» (Galati, 5, 18). Al rifiuto della legge, il cristianesimo delle origini affianca la contrapposizione fra natura e Grazia, giacché, per natura, l'uomo è schiavo del peccato e incapace di salvarsi; la Grazia divina, invece, lo riscatta dalla condizione peccaminosa e mondana. Un ulteriore tratto caratteristico dell'antico cristianesimo era l'inconciliabilità fra ragione e fede: la fede, collegata intimamente alla Grazia divina, era l'unica via per la verità; la ragione, invece, essendo carattere naturale dell'umanità, era legata alla mondanità e al peccato.
L'idea di una legge naturale e razionale sembrava, dunque, contrastare tre volte con le intuizioni cristiane delle origini: perché legge, perché natura e perché ragione. Ma se, a lungo andare, l'idea di legge fu accolta anche dalla società cristiana, dando vita alla Chiesa, organo produttivo di regole di vita e di coesistenza, più difficile fu accogliere una legge naturale rispondente ai canoni razionali dell'uomo, perché una tale legge produceva insanabili contrasti con le concezioni di fondo del cristianesimo.
I Padri della Chiesa anteriori a sant'Agostino non si curarono delle aporie cagionate dal considerare conciliabili fra loro i fondamenti del cristianesimo e le intuizioni greche. Essi, inoltre, non valutarono con attenzione le diverse conseguenze che, per una morale religiosa, potevano discendere dalla considerazione della legge come buona in quanto derivante dalla volontà di Dio o voluta da Dio perché buona in sé. Di tutto ciò i primi Padri non si curano, assimilando fra loro la legge di Dio, la legge di natura e la legge della ragione, con evidente richiamo alla dottrina Stoica. Ma gli Stoici potevano arrischiare una simile assimilazione, perché, essendo panteisti e immanentisti, non si riferivano a un Dio personale e trascendente. Percorrendo la via dell'assimilazione di tre concetti manifestamente inconciliabili fra loro, i primi Padri della Chiesa lasciarono che la morale cristiana si venasse di caratteri immanentistici.
L'accoglimento senza remore di una dottrina pagana come quella giusnaturalistica fu facilitato dalla lettura isolata dei versetti 14-15 del secondo capitolo della Lettera ai Romani di san Paolo Apostolo, ove si afferma che gli uomini, pur non conoscendo la legge rivelata da Dio, possono realizzarne «per natura» i precetti, avendoli scritti nei loro cuori. L'assimilazione compiuta dai Padri fra legge mosaica e legge naturale fece sorgere fra alcuni di essi il dubbio circa la necessità della rivelazione a Mosè della legge divina, dato che l'uomo «per natura» ne possedeva già i precetti. I più cercarono di risolvere l'aporia stabilendo che l'uomo in origine, allo stesso modo dei Patriarchi anteriori a Mosè, conduceva la propria esistenza secondo la legge naturale e che solo in seguito, essendosi l'uomo corrotto, sia sorta pressante la necessità di confermare positivamente la legge naturale.
Il concetto del diritto naturale fa la sua prima comparsa nella letteratura cristiana già nel secolo II d.C., quando san Giustino, padre apologeta di formazione greca, afferma che il genere umano soggiace alla legge di natura, universalmente valida e immutabile, stabilendo la desuetudine della legge mosaica, un tempo valida solo per gli Ebrei. Atenagora, mette sul medesimo piano legge divina e naturale, definendo esplicitamente quest'ultima come ragione. Agli inizi del III secolo d.C., Clemente Alessandrino, nel suo scritto Stromata, stabilisce che la legge divina e quella di natura sono una cosa sola, identificandole nella retta ragione (lógos orthós), con evidente richiamo alla nomenclatura stoica. Origene, massimo esponente della Patristica greca, parla di «legge della natura, cioè Dio», stabilendo che essa è scritta nella mente di tutti, assegnandole il nome di «forza della ragione». Origene, inoltre, esorta tutti a seguire la legge di natura, «regina di tutte», abbandonando l'osservanza delle norme positive, poste dalla volontà legislatrice, poiché esse sono «leggi illegali» (ánomoi nómoi). Col pensiero dei primi Padri la svalutazione delle leggi civili non deriva più dalla loro appartenenza alla mondanità, bensì dalla loro difformità alla legge di natura, la quale è «scritta per natura nelle menti di tutti». Attraverso l'eredità greca, dunque, il cristianesimo sostituisce al misticismo e al volontarismo teologico, il giusnaturalismo razionalistico.
Meno inclini al razionalismo furono, invece, i Padri di tradizione latina, e fra essi ne fu particolarmente lontano Tertulliano, detrattore della ricerca filosofica e sostenitore della sola fede. Eppure, con riguardo al tema della legge, Tertulliano antepone la legge naturale a quella divina, sostenendo che i precetti assegnati a Mosè erano già conosciuti da Adamo. Un altro Padre latino, Lattanzio, identificò la legge naturale con la legge di Dio, accettando la concezione greco-romana del diritto naturale rappresentata «da quella legge santa, quella legge celeste, che Marco Tullio [cioè Cicerone] ha descritto con voce quasi divina nel terzo libro del De re publica». Infatti, fu proprio grazie all'opera di Lattanzio che il passo ciceroniano sul diritto naturale giunse dall'evo medio, influenzandolo profondamente, fino ai giorni nostri.

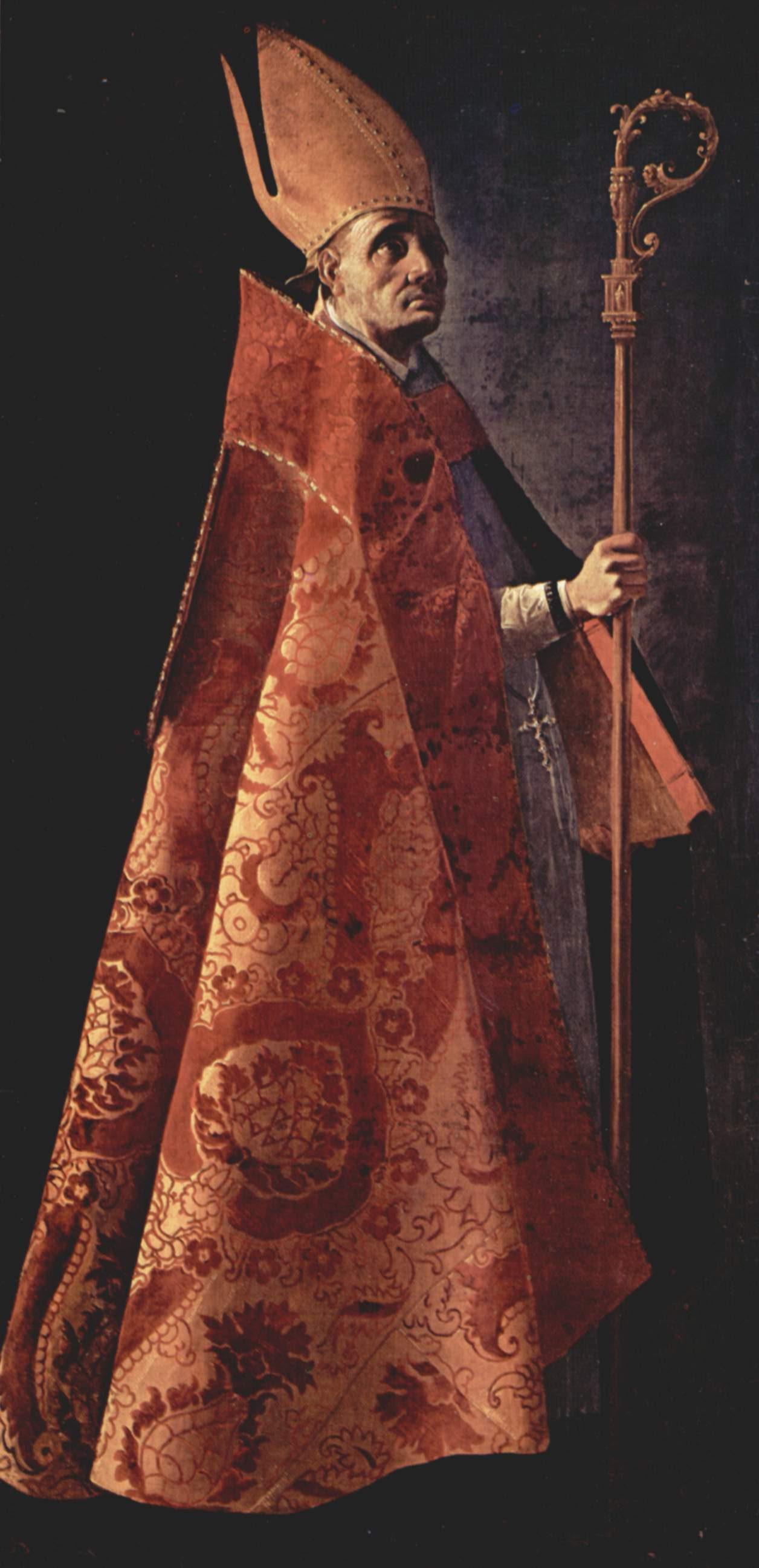
Aurelio Ambrogio.

L'unico Padre preagostiniano a mettere in dubbio il valore di ogni legge, sia naturale che positiva, fu sant'Ambrogio, vissuto nel secolo IV d.C.. Nell'analisi dei versetti 14-15 del secondo capitolo della Lettera ai Romani, Ambrogio s'interroga sulla necessità della legge positiva divina rivelata, poiché, da quanto risulta dalle parole di san Paolo, pur in mancanza della rivelazione, l'uomo agisce «per natura» secondo la legge. Dal quesito che il santo pone a se stesso, egli inferisce che la necessità della rivelazione derivò dall'inosservanza della legge naturale; tuttavia, prosegue Ambrogio, dopo la venuta del Cristo, che ha redento l'uomo dal peccato, il solo strumento di salvezza è la fede. Cionondimeno sant'Ambrogio in un altro luogo allude all'esistenza di una «legge vera» che è sermo rectus, che vale orthòs lógos, ossia retta ragione.
I dubbi di Ambrogio sulla conciliabilità fra dottrina giusnaturalistica e concezione cristiana non furono condivisi dagli altri Padri, salvo che – ma non immediatamente – dal suo grande discepolo, Aurelio Agostino di Tagaste. Nessun altro s'accorse che l'indulgenza sui princìpi insiti per natura nell'uomo, in grado di fargli conseguire il bene, rendeva superflua la redenzione e la Grazia, vanificando l'essenza del cristianesimo. Il pieno accoglimento della tradizione giusnaturalistica condusse addirittura san Giovanni Crisostomo a concludere che, al posto della legge divina rivelata, è bastevole il ricorso al ragionamento e alla coscienza, poiché «Dio ha fatto l'uomo capace da solo di raggiungere la virtù e di evitare il vizio», senza bisogno dell'aiuto della Grazia. Tuttavia il cristianesimo, attraverso l'accoglimento del giusnaturalismo, acquisì alla propria morale un elemento razionalistico e laico, giuridicizzandosi e abbandonando atteggiamenti mistici e volontaristici: grazie ad essa, il razionalismo etico greco, espresso dalla dottrina stoico-ciceroniana, giungerà intatto, attraverso l'evo medio, fino alla morale moderna.

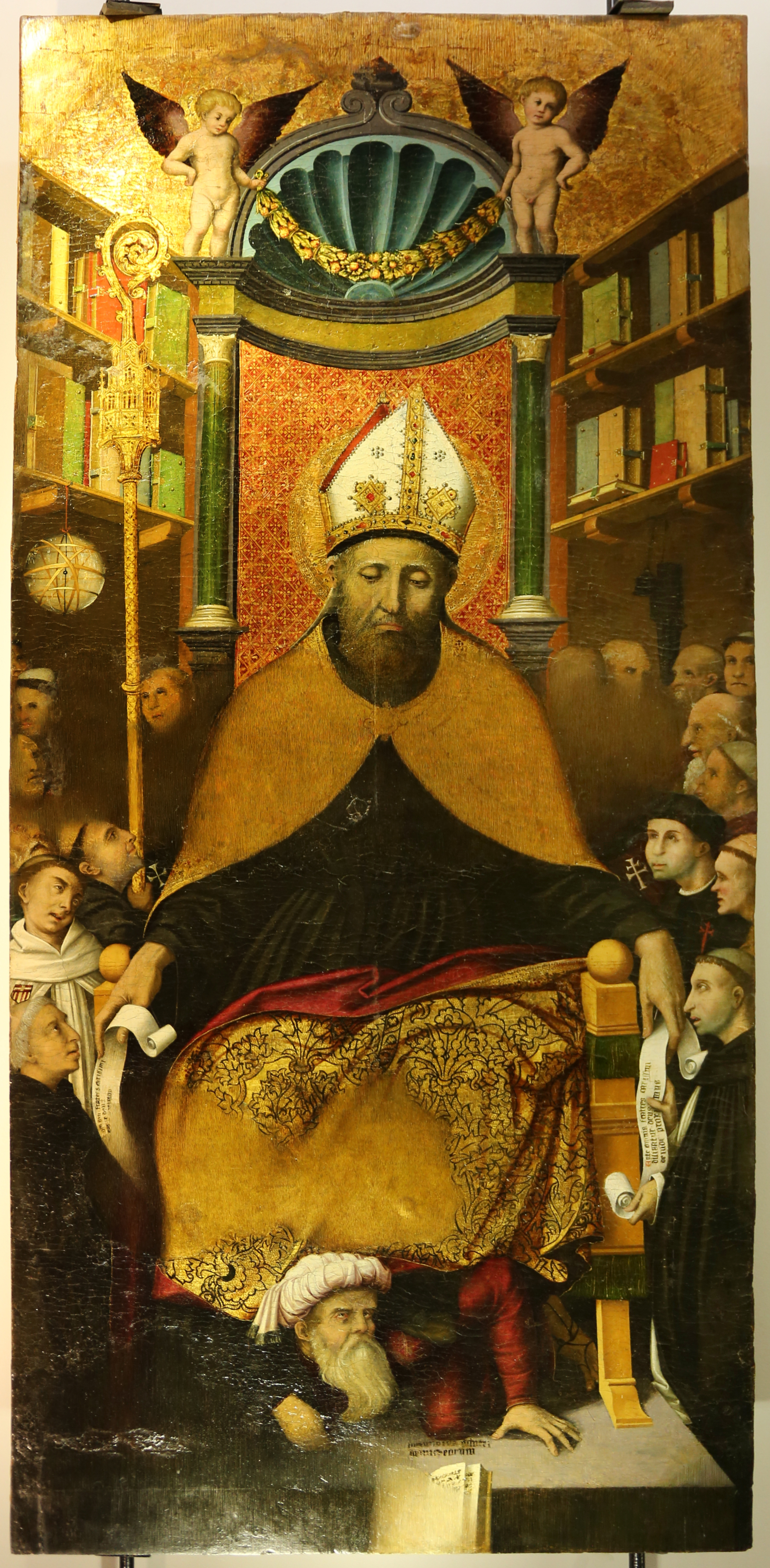
Sant'Agostino.

Con Aurelio Agostino, santo vescovo d'Ippona vissuto fra il 354 e il 430 d.C., la speculazione teologica smette di essere oggettiva per saldarsi all'uomo che la formula. Difatti, il problema teologico di sant'Agostino è incentrato sul problema dell'uomo Agostino, sulle sue inquietudini, sulla sua crisi mistica, sulla sua redenzione. La filosofia agostiniana è imperniata sulla conoscenza dell'anima (ossia dell'uomo interiore) e di Dio (ossia dell'essere trascendente senza del quale non è possibile conoscere le verità dell'io). In questa ricerca introspettiva Agostino richiama l'opera dei Neoplatonici e specificamente di Plotino; tuttavia, per i Neoplatonici l'introspezione è prerogativa dei saggi, mentre per sant'Agostino è caratteristica propria dell'uomo. L'opera agostiniana è anche il risultato degli sviluppi della filosofia Patristica, i quali sono arricchiti da un significato umano che prima non avevano, divenendo elementi di vita interiore che si saldano alle inquietudini e al dubbio che attanaglia il santo vescovo d'Ippona: egli riesce a fondarli nella ricerca disciplinata dalla ragione e mossa verso l'Essere. Agostino, proprio come fece Platone per la filosofia greca, denunzia l'importanza della ricerca per la speculazione cristiana, ma, a differenza della ricerca platonica, quella agostiniana è radicata nell'esperienza religiosa: Dio solo determina e guida la ricerca umana sia come speculazione (attraverso la fede nella rivelazione) sia come azione (attraverso la Grazia). Nella sua tormentata vita Agostino dovette fronteggiare una dura lotta dapprima contro lo scisma donatista, successivamente contro l'eresia pelagiana. La polemica con Pelagio, monaco inglese assertore dell'assoluta libertà dell'uomo e della sua naturale bontà incorrotta dal peccato, ebbe grande importanza nello sviluppo del pensiero agostiniano, specificamente per ciò che concerne la dottrina del diritto naturale.
Infatti, prima della polemica con Pelagio, iniziata intorno al 411 d.C., l'atteggiamento etico di sant'Agostino è spiccatamente giusnaturalistico. Nel De diversis quaestionibus (composto fra il 388 e il 396 d.C.) Agostino adotta una definizione della giustizia tolta di peso dal De inventione ciceroniano, secondo cui essa è «disposizione dell'animo, mantenuta nell'interesse comune, che attribuisce a ciascuno il proprio valore», originata dalla natura; inoltre, Agostino prosegue la sua trattazione stabilendo che la «legge naturale» (lex naturalis) è frutto di una «forza innata» che si rivela all'anima razionale. La tendenza giusnaturalistica del santo vescovo d'Ippona è maggiormente espressa nel De libero arbitrio, ove si dice che la legge positiva, storica (lex temporalis), è invalida allorché non sia conforme alla legge eterna (lex aeterna), definita attraverso le parole di Cicerone come «ragione suprema» (summa ratio), soggiungendo che «non pare che possa esservi legge se questa non è giusta». Agostino, dunque, in questo periodo della sua vita, accetta senza riserve l'idea stoico-ciceroniana della legge naturale-razionale, rifiutando ogni volontarismo teologico, poiché anche la legge positiva divina è subordinata a quella naturale; infatti, sostiene il vescovo nel De libero arbitrio, il male non è male perché è vietato da Dio, ma è vietato da Dio perché è male.
Nello scritto antimanicheo del 397-398 d.C. intitolato Contra Faustum Agostino, nello stesso luogo in cui definisce il peccato, fornisce una definizione della legge eterna che, sebbene non perspicua, ebbe importanza immensa. Il peccato, sostiene Agostino, è «un'azione, un detto, o un desiderio in contrasto con la legge eterna»; e la legge eterna è «ragione divina oppure volontà di Dio, la quale comanda che l'ordine naturale sia conservato e vieta che sia turbato». Le parole usate da Agostino non intendevano distinguere fra ragione e volontà di Dio, né erano volte a contrapporre l'una all'altra; tuttavia la definizione della legge eterna da ultimo espressa si prestava (e di fatto si prestò) a dar adito a un dilemma di non facile soluzione: infatti, una cosa è pensare la legge eterna come ragione, alla quale, divina o meno che sia, partecipa sempre l'uomo, ritrovando la regola morale entro sé; altra cosa è pensare la legge eterna come volontà divina, poiché in tal caso l'uomo subisce in via eteronoma la determinazione della morale imposta col decreto di Dio. Sant'Agostino, per il quale ragione e volontà divina erano una cosa sola, non poteva immaginare le conseguenze dell'ambiguità della definizione della legge eterna, la quale condusse alla separazione medievale fra filosofi intellettualisti (i quali intesero la legge morale come ragione) e volontaristi (che intesero il diritto naturale come volontà divina; ma, negli sviluppi successivi del volontarismo, anche dello Stato).
Successivamente alla diatriba con Pelagio l'orientamento etico agostiniano muta, divenendo volontaristico. Infatti, gli argomenti giusnaturalistici richiamanti la natura e la ragione come matrici dell'agir bene sono squisitamente pelagiani: se l'uomo possiede naturalmente la norma della retta condotta conoscibile attraverso la ragione, l'agir bene non dipende da nessun altro al di fuori dell'uomo. Una simile riflessione fa concludere che l'uomo è per sua natura buono e ciò rende inefficace l'intervento della Grazia, vanificando la prospettiva salvifica del cristianesimo. Di tutto ciò Agostino si accorge attraverso la polemica pelagiana e, infatti, egli abbandonerà ogni tendenza giusnaturalistica negli scritti successivi.

### Il giusnaturalismo medievale

#### Il diritto naturale nell'alto Medioevo
Con la caduta dell'Impero romano d'Occidente (476 d.C.) non vengono meno solo le istituzioni politiche della civiltà latina, bensì è travolta e cancellata anche la sua cultura. Questa condizione non permise il fiorire di forme culturali per almeno quattro secoli; tuttavia qualche figura di erudito (quasi sempre un ecclesiastico) emerge da questi secoli, in virtù della conservazione presso monasteri di scritti classici e patristici che permisero forme di acculturazione. Gli scrittori cristiani della metà del secolo V d.C. fino a quelli del secolo VIII d.C. sono caratterizzati per la rielaborazione e sistemazione delle dottrine dei Padri della Chiesa e per questo si suole indicarli come appartenenti a un terzo periodo della Patristica, ma, a causa delle mutate condizioni storiche in cui questi operarono rispetto ai Padri fino al secolo V d.C., meritano una trattazione separata.

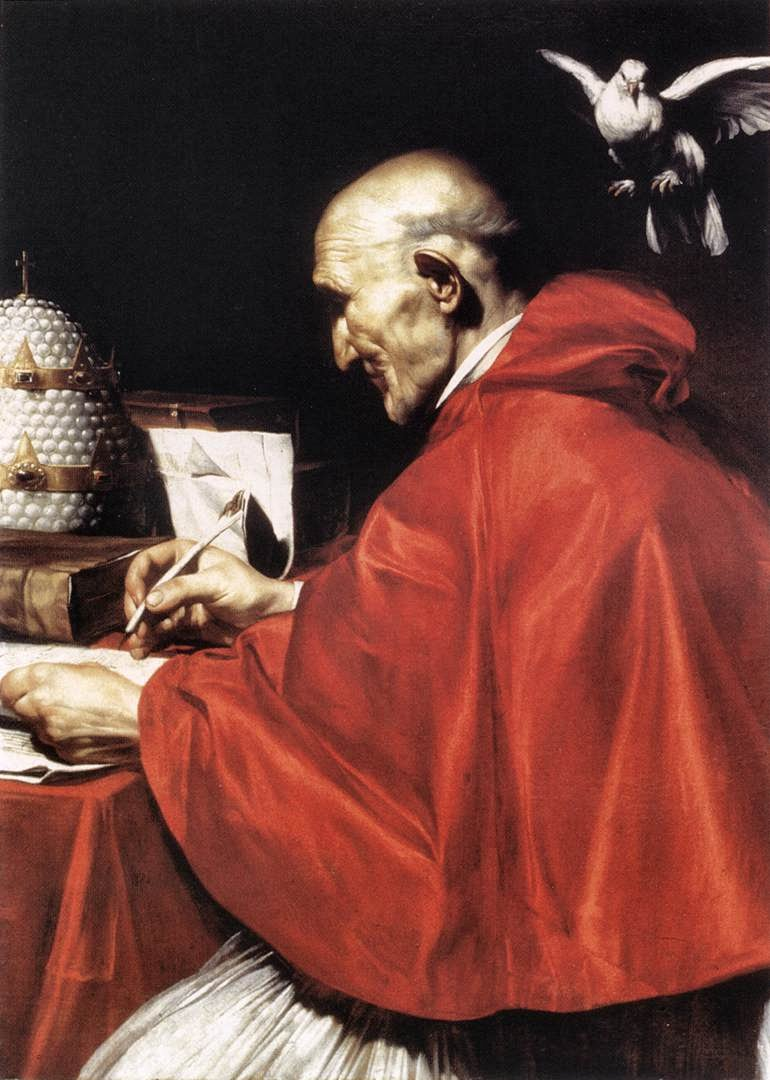
San Gregorio Magno e la colomba che sussurrò al suo orecchio il canto.

Fra gli scrittori ecclesiastici di questo periodo storico è da ricordare san Gregorio Magno, papa dal 590 al 604. La sua opera interessa per i riferimenti ai temi della giustizia, del diritto e dello Stato d'ispirazione giusnaturalistica. Secondo Gregorio Magno, infatti, gli uomini sono tutti uguali per natura (e quest'affermazione ebbe notevole importanza storica). Tuttavia, a questi concetti giusnaturalistici egli affianca considerazioni sulla giustizia di pura matrice religiosa: «Paragonata alla giustizia divina, la giustizia umana è ingiustizia».

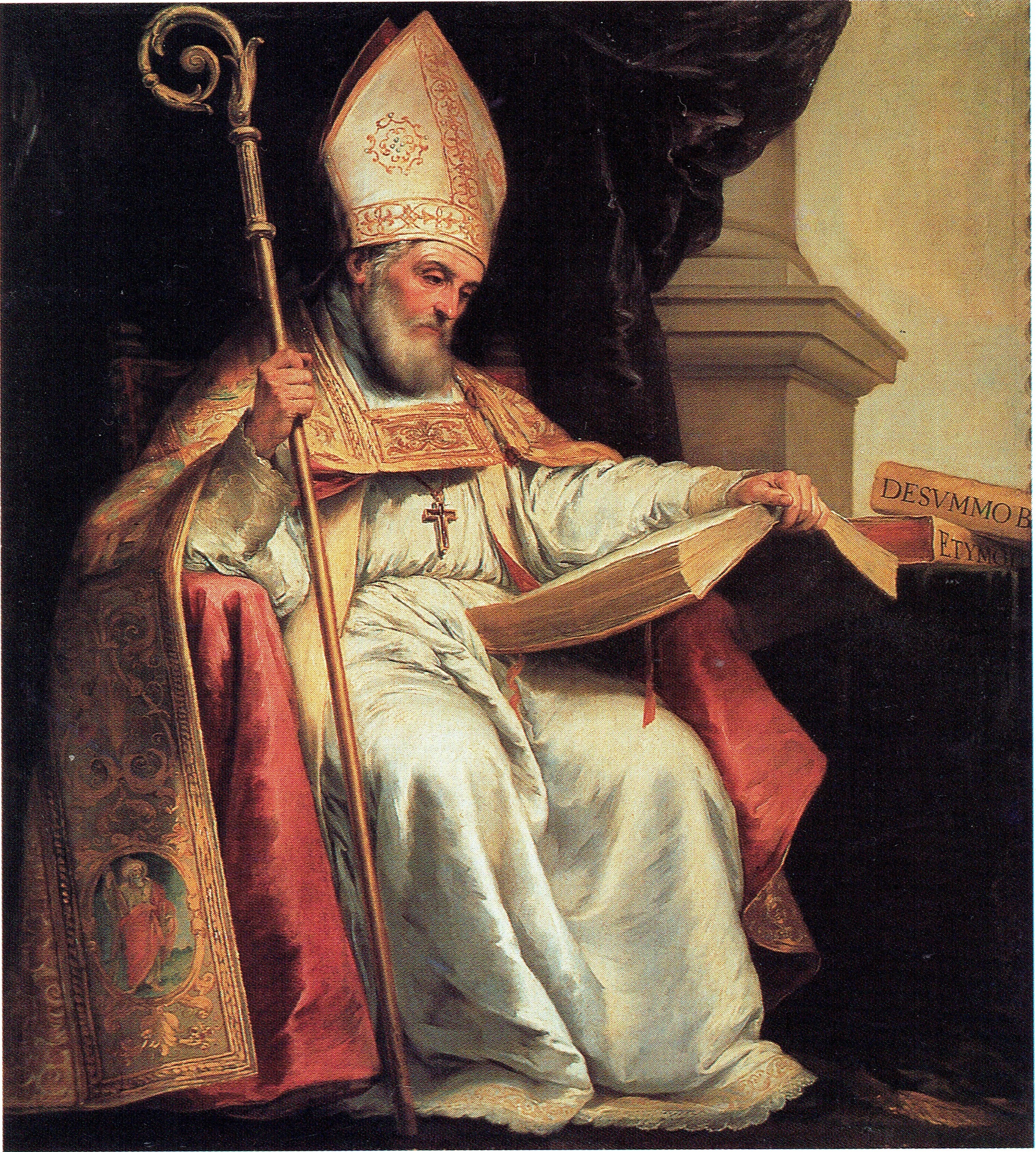
Sant'Isidoro di Siviglia.

Una delle più importanti opere dell'alto Medioevo è l'enciclopedia composta da Isidoro di Siviglia col titolo di Etymologiae o Origines, giacché gli argomenti sono trattati partendo dall'etimologie delle parole. Diversi passi delle Etymologiae (così come alcuni altri contenuti nell'opera meno nota di Isidoro, intitolata Sententiae) riguardano i temi del diritto e della giustizia così come sono rinvenibili nel materiale legislativo giustinianeo. Nella trattazione isidoriana sembra tentata una trattazione filosofica dei problemi posti dal fenomeno giuridico; ma l'approccio di Isidoro rimane comunque frammentario e segnato da confusioni ed eclettismo, indi non è possibile ricavarne un pensamento univoco e unitario. Cionondimeno è d'obbligo farne cenno per l'importanza storica dell'opera isidoriana, soprattutto per le influenze sortite su scrittori posteriori.
È presente in Isidoro l'identificazione giusnaturalistica di diritto e giustizia (evidentemente ricavata dalla scorretta ricostruzione etimologica di ius da iustitia operata da Ulpiano e rinvenibile nel Digesto) finalizzata all'introduzione della distinzione fra ius (indicante il genere) e lex (indicante la specie): difatti la lex è una specie del genere ius alla stessa stregua della consuetudine. Per Isidoro la legge è fondata sulla ragione, deve accordarsi con la religione, la dottrina cristiana, e deve guidare alla salvezza; dev'essere buona, giusta, attuabile, conforme alla natura e al costume del paese, dev'essere adeguata al luogo e ai tempi, necessaria, utile, chiara, in modo che non possa essere interpretata per finalità individuali ma in vista del bene collettivo.
Questa definizione è, come si vede, imprecisa ed eclettica; e lo stesso si deve dire per l'isidoriana definizione del diritto naturale (tratta dalla tripartizione giustinianea del diritto in ius naturale, gentium e civile) come il diritto «comune a tutte le nazioni e che ha luogo dappertutto per istinto di natura e non per disposizione di un'autorità»: si tratta evidentemente del miscuglio fra la definizione del ius naturale ulpianeo e di quella del ius gentium di Gaio. Nonostante la mescolanza fra le due definizioni di Ulpiano e Gaio, quella di Isidoro appare caratterizzata prevalentemente dal naturalismo ulpianeo; ma Isidoro ne riduce l'ampiezza, riferendolo solo ad istituti umani, non già umani ed animali insieme: così egli comprende nel diritto naturale la legittima difesa, l'acquisto delle res nullius, la restituzione del deposito, il possesso comune dei beni, ossia istituti che invero non si potrebbero tutti ricondurre all'istinto di natura. Quindi Isidoro, più che accogliere pienamente motivi naturalistici, sembra intendere il diritto naturale in relazione a un presupposto razionale-sociale.
Ma se la definizione isidoriana del diritto di natura non ebbe molta importanza, di più ne ebbe quella della legge divina. Per Isidoro infatti le leggi si distinguono in divine ed umane: le prime fondate sulla natura, le seconde sui costumi. Questa distinzione (successivamente ripresa dal decretista Graziano nel secolo XII d.C.) che fonda la legge divina sulla natura fornirà occasioni d'identificazione fra diritto naturale e legge divina (come già successo con alcuni Padri della Chiesa), nonché permetterà a scrittori filosoficamente poco illuminati una sconcertante identificazione fra Dio e la natura sconfinante nel panteismo. In sant'Isidoro è inoltre presente l'idea dello stato di natura come stato ferino: infatti gli uomini sarebbero stati inizialmente nudi e indifesi rispetto alle minacce rappresentate dai nemici e dalle intemperie. Ma egli non conclude il suo ragionamento prevedendo la stipula di un contratto sociale, benché concepisca il popolo come moltitudine associata per consenso giuridico e accordo comune.
Con l'affermarsi dell'Impero carolingio, la cui fondazione fu suggellata nel Natale dell'800 d.C. dall'incoronazione di Carlo Magno da parte di Leone III, si ristabilirono condizioni di vita tali da permettere il rifiorire della cultura. Per questo motivo è d'uso indicare questo periodo storico come rinascita carolingia.
I temi tipici della tradizione giusnaturalistica sono ripresi già in colui che fu il coadiutore nella riforma scolastica voluta da Carlo Magno, Alcuino di York, chiamato alla guida della scuola palatina nel 781 d.C.. Intorno alla giustizia Alcuino sostiene – con parole che richiamano Cicerone – che essa è «disposizione dell'animo che attribuisce a ciascuna cosa il suo valore» (si badi che Alcuino si riferisce alla cosa e non, come invece in Cicerone, alla persona). Questa definizione, se da un lato ricollega Alcuino alla tradizione del diritto naturale, da un altro lato lo allontana, giacché non è la sola presente nel Dialogus de rhetorica et virtutibus. Infatti in un altro passo dell'opera Alcuino la definisce come «null'altro se non amore di Dio e osservanza dei suoi comandi». Un altro argomento tipicamente giusnaturalistico è presente in Alcuino, come già lo era stato in Isidoro di Siviglia, quello dell'originaria nascita dell'uomo in uno stato ferino di natura ove dominavano i bruti attraverso la forza. Da questo primitivo stato belluino, sostiene Alcuino, gli uomini furono liberati da un «uomo grande e sapiente», il quale, attraverso una razionale riorganizzazione, li rese pacifici e miti.
Alla naturale eguaglianza degli uomini si richiama, riprendendo in ciò Gregorio Magno, Giona d'Orléans, il quale la interpreta come espressione della fratellanza cristiana. Tale idea di eguaglianza di matrice stoica si ritrova, inoltre, in un allievo di Alcuino, Rabano Mauro, il quale riprende pure Isidoro di Siviglia per ciò che concerne l'originaria nascita dell'uomo nello stato di natura. Secondo Rabano, che si ricollega a una teoria giusnaturalistica aristotelica, per natura alcuni uomini sono superiori ad altri; e il criterio per stabilire questa superiorità naturale è rinvenuto da Rabano nelle facoltà intellettuali. Questo atteggiamento etico giustifica dunque per Rabano l'esistenza di padroni e schiavi.

#### Il giusnaturalismo del Medioevo sapienziale

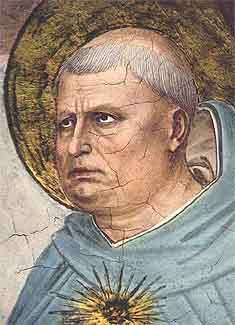
San Tommaso d'Aquino.

Il problema della dottrina giusnaturalistica medievale è quello della conoscibilità del diritto naturale. A tale questione i medievali rispondono asserendo che Dio, avendo donato la ragione a ogni uomo, ha reso capace quest'ultimo di conoscere i supremi princìpi dell'agire morale attraverso la naturalis ratio. Ciò che nella concezione teologizzante medievale facilita la conoscibilità all'uomo della legge naturale è la rivelazione della Legge e del Vangelo.
Tuttavia, pur ritenendo necessaria tale rivelazione, giacché essa è finalizzata a illuminare l'umana coscienza oscurata dal peccato, la filosofia teologica medievale, prima Patristica e successivamente Scolastica, ritengono che si possa avere ugualmente una imperfetta conoscenza dei precetti della legge naturale. Tale visione è suffragata da un passo della Lettera ai Romani di San Paolo Apostolo (Rom. 2,14-15), che recita: «Quando i pagani che non hanno legge compiono per natura le cose della legge, questi pur non avendo legge sono legge a sé stessi. Essi mostrano scritta nei loro cuori l'opera della legge [...]». Questa tesi fu recisamente sostenuta da Abelardo, Guglielmo di Auxerre e da Alberto Magno. Proprio Alberto Magno, anticipando la visione del suo discepolo San Tommaso d'Aquino, concepisce il diritto naturale come il diritto umano nei suoi princìpi più comuni e universali. Ciononostante, è solo con Tommaso d'Aquino che si pongono i confini fra conoscenza razionale e conoscenza per fede. In ragione di tali confini, Tommaso d'Aquino riconduce la legge naturale alla ragione dell'uomo.
È doveroso precisare che il nesso fra ragione e legge naturale dianzi citato, nell'interpretazione scolastica resta sempre legato a una concezione razionale orientata teologicamente. Ciò è icasticamente rappresentato da Tommaso d'Aquino allorché, in un passo della sua Summa Theologiae, mette in relazione la legge naturale con la legge eterna.
Quel che è estraneo alle preoccupazioni della dottrina teologica medievale, è il tentativo di ricostruire sistematicamente tutti i princìpi del diritto naturale. I filosofi scolastici insistono maggiormente su precetti tratti dal Decalogo mosaico o su massime ancor più generali come quella di non far ad altri ciò che non si vorrebbe fatto a sé stessi.

### Il giusnaturalismo dell'età moderna
A seguito della rottura dell'unità religiosa occasionata dalla Riforma protestante la moderna corrente giusnaturalistica si svincola da ogni fede ispirandosi al razionalismo cartesiano e concentrando l'analisi filosofica sulla ricerca delle leggi generali in grado di realizzare la convivenza sociale. La nuova interpretazione del diritto naturale prese le mosse dalla necessità di formulare un nuovo diritto internazionale in grado di assicurare una pacifica convivenza fra le nazioni europee.

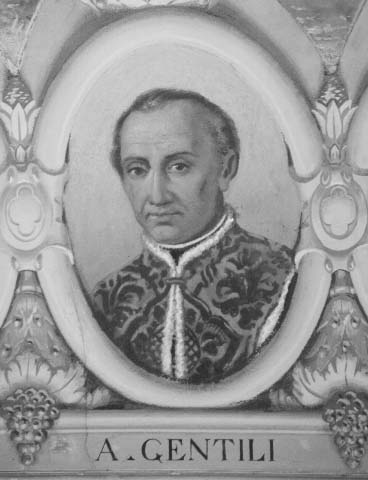
Alberico Gentili.

I primi tentativi di formulare un nuovo concetto di diritto naturale partendo dall'interrogativo sulla liceità della guerra sono rinvenibili nell'opera del 1588 di Alberico Gentili intitolata De iure belli. Gentili sostiene l'illiceità della guerra, giacché tutti gli esseri umani costituiscono un'unica sostanza e sono legati insieme da una consonanza affettiva. In tale visione, il diritto naturale si riviene nell'istinto ancestrale e immutabile che conduce ogni essere umano all'unità. Dunque, l'uomo per natura non è nemico del suo prossimo e nello Stato di natura non vi sarebbe alcuna guerra. La guerra, al contrario, nascerebbe allorquando gli uomini si rifiutassero di seguire la natura. Gentili, però, distingue due tipi di guerra: una guerra giusta rappresentata dalla guerra di difesa, dacché la difesa è un diritto innato dell'uomo; una guerra ingiusta costituita dalla guerra di offesa e di religione, perché nessuno può essere astretto a professar un culto, dunque, la religione dev'essere libera. Ciononostante, in guerra non vengono meno i diritti naturali, perché essi sono propri dell'umanità.

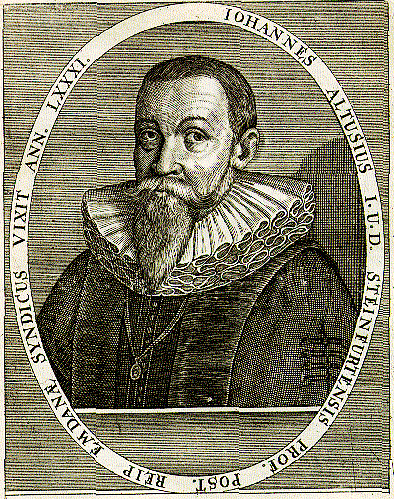
Johannes Althusius.

Coevo di Gentili, Johannes Althusius, richiamando Jean Bodin, formula nella sua opera del 1603, intitolata Politica methodice digesta, il principio della sovranità popolare (qualificandolo come unico, indivisibile e intrasmissibile), elevandolo a criterio di legittimità vitale dello Stato. Althusius sostiene che ogni comunità umana s'istituisca tramite un contratto (pactum unionis), sia esso tacito o espresso, che comporta la nascita di un organismo vivente. Tale contratto si fonda su un sentimento naturale e viene regolato dalle leggi, le quali si distinguono in leges communicationis, regolanti i rapporti fra i consociati, e leges directionis et gubernationis, regolanti i rapporti fra i consociati e l'autorità governativa. Althusius definisce lo Stato come «una comunità pubblica universale per la quale più città e province si obbligano a possedere, costituire, esercitare e difendere la sovranità mediante la mutua comunicazione di cose e di opere e con forze e a spese comuni». Nella interpretazione della sovranità popolare di Althusius il principe è un mero magistrato il cui potere proviene dal contratto sociale. Affiancano il principe gli efori che esercitano i diritti popolari nei suoi confronti. Nel caso in cui il popolo venisse meno ai patti, il principe si riterrebbe liberato dai suoi obblighi; ma se fosse il principe a rompere il patto, al popolo spetterebbe di scegliere un nuovo principe o di redigere una nuova costituzione. Ancorché Althusius conferisca larghi poteri al popolo, egli nega ogni libertà religiosa. Ciò è dovuto alla sua intransigenza calvinista che lo porta a ritenere che solo lo Stato può farsi promotore della religione, condannando all'ostracismo gli atei e i miscredenti. Questi temi sono ricorrenti anche nel pensiero del francese François Hotman, ugonotto e avversario della Chiesa. Come Althusius, Hotman ritiene che i poteri pubblici provengano da un originario patto sociale e non da Dio.

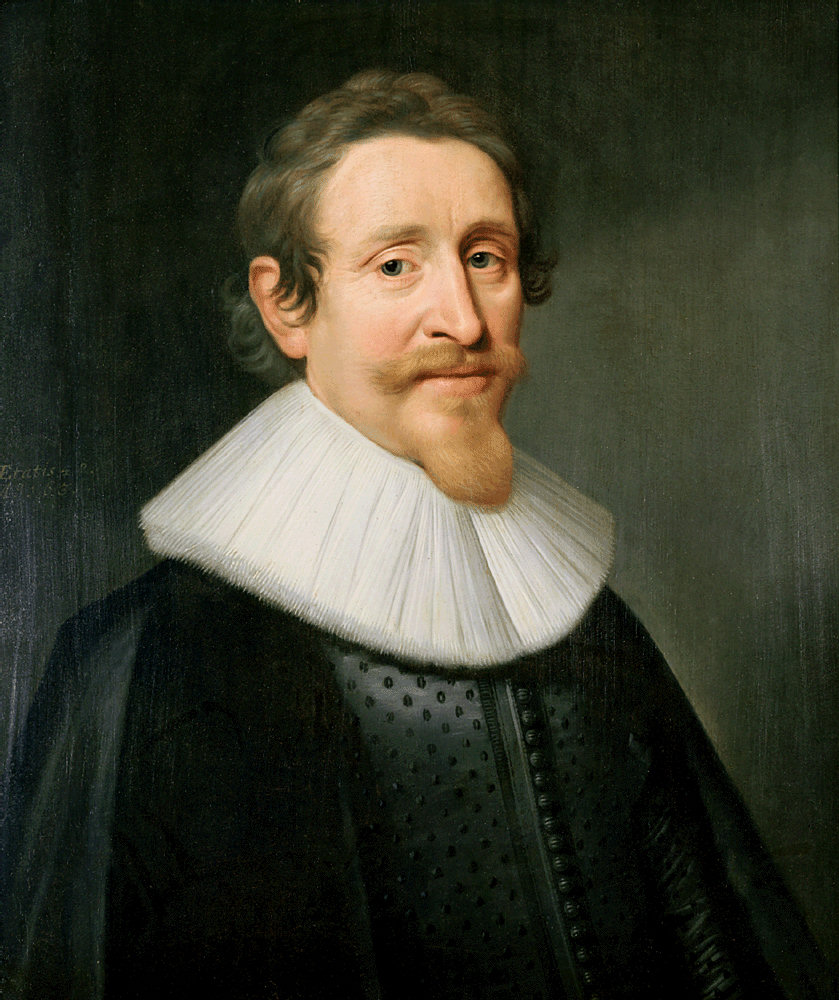
Ugo Grozio.

Il maggior impegno volto alla formulazione di un nuovo diritto internazionale, però, è rinvenibile nel pensiero dell'olandese Ugo Grozio, il quale, riprendendo le argomentazioni del suo connazionale Erasmo da Rotterdam e della seconda Scolastica spagnola (specialmente di Francisco Suárez e Gabriel Vásquez), può considerarsi il vero iniziatore del giusnaturalismo moderno.

Nell'opera del 1625 intitolata De iure belli ac pacis, Grozio, dovendo discutere del ius gentium e della liceità della guerra, premette alcune considerazioni sul diritto positivo. Tali considerazioni, inserite nei Prolegomeni (considerati la parte filosoficamente più importante dell'opera), contengono la ripulsa nei confronti della riduzione del diritto positivo a mero sistema di norme arbitrarie e relative, nonché l'auspicio che il diritto positivo si fondi su princìpi universalmente validi, scaturiti dalla natura razionale dell'uomo. Questi princìpi universali, derivanti dalla natura razionale dell'uomo, costituiscono il diritto naturale, definito da Grozio come «una norma della retta ragione, la quale ci fa conoscere che una determinata azione, secondo che sia o no conforme alla natura razionale, è moralmente necessaria oppure immorale, e che per conseguenza tale azione è da Dio, autore della natura, prescritta oppure vietata». Nell'impostazione teorica di Grozio il diritto naturale, derivando dall'essenza razionale comune a ogni uomo, ha una valenza assoluta, eguale a quella dei princìpi matematici. Sulla base di questa eguaglianza Grozio asserisce che, come Dio non può mutare i princìpi matematici, così non potrebbe mutare i princìpi del diritto di natura e questi ultimi rimarrebbero validi e intangibili anche nell'esecranda ipotesi in cui Dio non esistesse o non si curasse delle cose umane. Partendo da tali presupposti, Ugo Grozio costruisce la nuova impostazione laica del giusnaturalismo, giacché il fondamento universale del diritto naturale è adesso rinvenibile non in un ordine trascendentale, ma entro la natura razionale umana. Contenuto essenziale del diritto naturale, per Grozio, è mantenere i patti da cui deriva il rispetto della proprietà, l'obbligo di mantenere le promesse, il poter essere soggetti a pene fra gli uomini. Ma, tralasciando il contenuto del diritto naturale, ciò che rileva nella nuova visione giusnaturalistica è il fondamento del diritto sulla natura umana intesa come razionalità (dunque, può parlarsi di una posizione soggettivistica da cui scaturisce il diritto).
Due dei più noti giusnaturalisti sono Thomas Hobbes (1588-1679) e John Locke (1632-1704). Il primo dei due va ricordato essenzialmente per essere stato uno dei maggiori sostenitori della dottrina secondo cui bisognerebbe conferire "pieni poteri" (rinunciare al nostro ius in omnia, ma non al diritto alla vita) nelle mani di un unico individuo. I tre poteri (giudiziario, esecutivo e, legislativo) sono da intendersi come una sorta di strumento nelle mani del sovrano per assicurare l'ordine in una data società. Nella fattispecie Thomas Hobbes ritiene che l'uomo, affinché riesca ad uscire da quello stadio della vita definito "stato naturale" o "di natura" caratterizzato dalla bellum omnium contra omnes, debba necessariamente stipulare un pactum leonino, ovviamente immaginario, secondo cui ognuno dei membri rinuncia al suo diritto naturale nei confronti dell'altro contraente, mantenendo il Leviatano terzo rispetto al patto. Trattasi quindi di assolutismo puro, entro il quale opera il principe, che essendo fonte della legge non è tenuto a rispettarla (è legibus solutus).
Poco dopo, Locke – nella sua opera Secondo trattato sul governo civile – illustrerà il suo pensiero al riguardo, partendo sempre dal suddetto "stato di natura". Si percepisce subito una filosofia che si distacca dalla concezione dell'homo homini lupus per approdare invece ad un'altra ipotesi, che vede l'uomo calato in uno stato di natura retto dalla pacifica coesistenza e, soprattutto, uno stato naturale governato da tre principi "nuovi": ragione, eguaglianza, libertà. L'uomo possiede dei diritti innati (diritto alla vita; alla libertà; alla proprietà; alla salute) la cui custodia spetta al principe; è il sovrano a dover salvaguardare tali diritti. Ancora una volta, tra il governante e i governati si deve stipulare un patto sociale che deve essere rispettato da ambedue le parti (pacta sunt servanda). A tal proposito il filosofo inglese pone in evidenza il fatto che la ribellione non è altro che la conseguenza della mancata conservazione di tale pactum. Inoltre, Locke – avendo come modello di riferimento la situazione recente dell'Inghilterra – preferisce vedere il potere legislativo e quello esecutivo separati e attribuiti ad organi diversi. In Locke trovano quindi le loro fondamenta il costituzionalismo e il garantismo moderni.

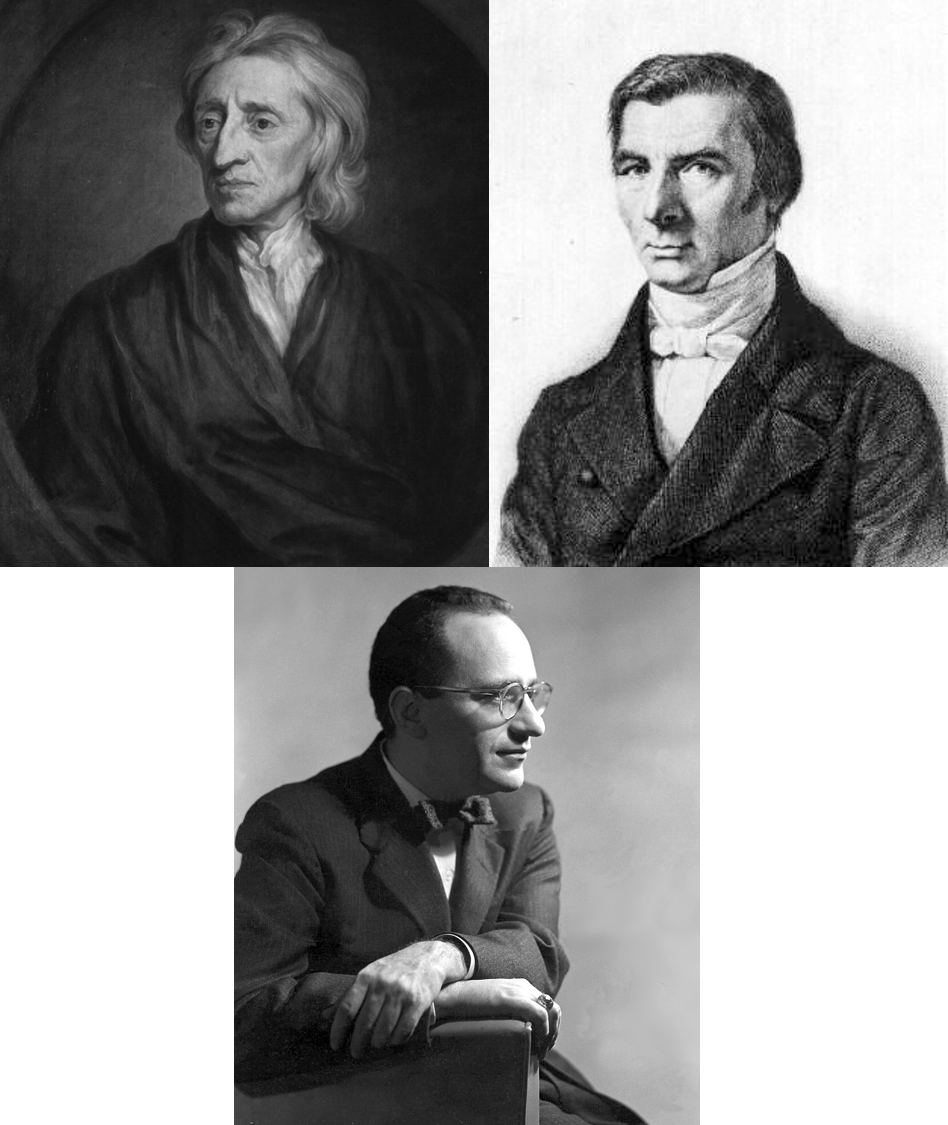
I tre principali teorici giusnaturalisti della moderna scuola liberale: John Locke, Claude-Frédéric Bastiat e Murray Rothbard.

Un altro grande giusnaturalista del diciannovesimo secolo fu senz'altro l'economista e filosofo liberale francese Frédéric Bastiat, che nel 1850 pubblicò il pamphlet "La Legge", successivo di circa due anni (1848) ad un altro pamphlet di cui sarà il naturale proseguimento, dal titolo significativo di "Proprietà e legge" , dove scriverà la famosa frase "Non è perché ci sono le leggi che ci sono le proprietà, ma è perché ci sono le proprietà che ci sono le leggi." Ne "La Legge" svilupperà nuovi e originali concetti sul diritto naturale, conferendogli una giustificazione morale, convincente e legittima: "...Ciascuno di noi riceve certamente dalla Natura, da Dio, il diritto di difendere la sua Persona, la sua Libertà, la sua Proprietà, poiché sono i tre elementi costitutivi o conservativi della vita, elementi che si completano l'un l'altro e che non si possono comprendere l'uno senza l'altro."; "...poiché cosa sono le nostre facoltà se non un prolungamento della nostra personalità, e cosa è la proprietà se non un prolungamento delle nostre facoltà?". In pratica, sosteneva che quando qualcuno ci sottrae il frutto delle nostre facoltà, dei nostri sforzi materiali o intellettuali, è come se ci mutilassero e ferissero nel più profondo di noi stessi, quindi ne consegue che i diritti naturali sono inviolabili, così come lo è l'anima di ogni uomo.
E ancora sul diritto individuale, trae la giustificazione morale e giuridica da queste riflessioni: "se ogni uomo ha il diritto di difendere, anche con la forza, la sua Persona, la sua Libertà, la sua Proprietà, molti uomini hanno il diritto di mettersi d'accordo, di intendersi, di organizzare una forza comune per provvedere regolarmente a questa difesa."
"Il diritto collettivo ha quindi il suo principio, la sua ragion d'essere, la sua legittimità nel diritto individuale; e la forza comune non può aver razionalmente altro scopo, altra missione che le forze isolate alle quali si sostituisce."
Bastiat fu anche uno dei precursori della Scuola Austriaca di economia, e fermo sostenitore del "laissez-faire" oltre che uno dei padri nobili del liberalismo europeo. Morirà a Roma la vigilia di Natale del 1850, e sarà sepolto nella chiesa di San Luigi dei Francesi nel centro di Roma.
Un autore molto importante che ha approfondito il diritto naturale del '900 è stato sicuramente l'economista e filosofo politico Murray Newton Rothbard, che però giunse a conclusioni piuttosto diverse da molti suoi predecessori: criticò fortemente la teoria del contratto sociale di Hobbes e dello stesso Jean-Jacques Rousseau; rivalutò comunque essenzialmente l'opera di Locke, Bastiat, Spooner, e sviluppò l'interpretazione del diritto naturale: i suoi studi e i suoi lavori sono alla base dell'anarco-capitalismo, teoria che propone la cancellazione di ogni autorità statale, considerata come ente coercitivo monopolista del territorio, in ossequio evidente alla capacità autonormativa del mercato, considerato metro di misura dei rapporti sociali e, quasi personalizzandolo, in grado di porre da sé le proprie regole e, quindi, il proprio ordine e, più in assoluto, l'ordine sociale, inteso come "naturale" in quanto privo di pressioni coercitive da parte di strutture politiche.

## Argomenti contro il diritto naturale
Le critiche mosse alla teoria del diritto naturale possono dividersi, per comodità d'esposizione, in due gruppi:
- quelle che negano la giuridicità di un diritto di natura (le quali si soffermano maggiormente sul sostantivo diritto);[247]
- quelle che negano la naturalità del vero diritto (le quali si soffermano maggiormente sull'aggettivo natura).[247]

Le prime sono state formulate nella maggioranza dei casi da giuristi, mentre le seconde da filosofi.

### La polisemia della «natura»
Sovente i detrattori della teoria giusnaturalistica, al fine di perorare le loro tesi, sostengono che «per capire cosa significhi per un diritto essere naturale, bisognerebbe prima di tutto mettersi d'accordo sul significato del termine ‘natura’», poiché esso «è uno dei termini più ambigui in cui sia dato imbattersi nella storia della filosofia».
Nello scritto Giusnaturalismo e positivismo giuridico Norberto Bobbio sottolinea come fra gli stessi autori appartenenti alla scuola del diritto naturale regni una certa incertezza nell'individuare il senso della «natura», perché «basta pensare a certe famose contese come quelle se lo stato di natura sia di pace o di guerra, per cui Pufendorf contendeva con Hobbes; o quell'altra, se l'istinto naturale fondamentale sia favorevole o contrario alla società, che divideva Hobbes da Grozio; o se l'uomo naturale sia debole e insicuro, come voleva Pufendorf, o forte e sicuro, come sosteneva Rousseau; o se la legge naturale sia comune agli uomini e agli animali, come affermava Ulpiano, oppure sia propria unicamente degli esseri razionali, come affermava san Tommaso. Si pensi poi alla varietà di opinioni sul contenuto della legge naturale fondamentale, che era per Hobbes la pace, per Cumberland la benevolenza, per Pufendorf la socialità, per Thomasius la felicità, per Wolff la perfezione, per la dottrina scolastica una mera proposizione formale bonum faciendum male vitandum, riempibile di qualsiasi contenuto. Date queste premesse, prosegue il filosofo, è possibile concludere che, «se uno degli ideali di una società giuridicamente costituita è la certezza, una convivenza fondata sui princìpi del diritto naturale è quella in cui regna la massima incertezza. Se caratteristica di un regime tirannico è l'arbitrio, quello retto dal diritto naturale è il più tirannico, perché questo gran libro della natura non fornisce criteri generali di valutazione, ma ognuno lo legge a modo suo».

### Teoria giusnaturalistica e sentimento del diritto naturale
Secondo Pietro Piovani l'ambiguità del concetto del diritto naturale non è «vincibile grazie ad una convenuta chiarezza di definizione, che con illuminata buona volontà enciclopedistica, o con ingenuità enciclopedica, cerchi di ridurre ad unità, in un'abbreviata deformazione, la varietà di significati», perché questa è la testimonianza «della pluralità delle posizioni assunte dall'idea del diritto naturale in situazioni morali diverse». Da ciò consegue che «a volere usare in senso rigorosamente univoco parole ormai logore e perciò fragili come ‘diritto naturale’ e ‘giusnaturalismo’, bisognerebbe imporsi di usarle soltanto con preciso riferimento alle varie situazioni di vita (vita di pensiero e di azione) in cui si sono realizzate». Ma la possibilità di individuare i precisi sensi di «diritto naturale» e «giusnaturalismo» in relazione alle condizioni di vita che li hanno determinati è impresa ardua, poiché si dovrebbe «presupporre l'esistenza di accurate indagini analitiche, ancora abbastanza rare, in verità, nel campo delle ricerche sulla storia dell'idea del diritto naturale».

### Fonti primarie
- Sofocle, Tutte le tragedie, a cura di Filippo Maria Pontani, Newton Compton, 1991,  pp. 17-58 (Antigone), 103-153 (Edipo re), ISBN 88-8289-367-7.
- Hermann Diels, Walther Kranz, I presocratici, a cura di Giovanni Reale, 1ª ed., Bompiani, 2006, ISBN 88-452-5740-1.
- Platone, Tutte le opere, a cura di Enrico V. Maltese, vol. 2, Newton Compton, 1997,  pp. 27-141 (Politico), ISBN 88-8183-746-3.
- Platone, Tutte le opere, a cura di Enrico V. Maltese, vol. 5, Newton Compton, 1997,  pp. 27-47 (Minosse), ISBN 88-8183-749-8.
- Platone, Gorgia, a cura di Giuseppe Zanetto, 7ª ed., Biblioteca Universale Rizzoli, 2010, ISBN 978-88-17-16991-2.
- Platone, Protagora, a cura di Maria Lorenza Chiesara, 1ª ed., Biblioteca Universale Rizzoli, 2010, ISBN 978-88-17-03859-1.
- Platone, Leggi, a cura di Franco Ferrari, 2ª ed., Biblioteca Universale Rizzoli, 2007, ISBN 978-88-17-00498-5.
- Aristotele, Etica Nicomachea, a cura di Carlo Natali, 8ª ed., Editori Laterza, 2012, ISBN 978-88-420-5750-5.
- Aristotele, Opere. II, Mondadori, 2008,  pp. 283-329 (Grande Etica), 799-935 (Retorica), ISBN non esistente.
- Aristotele, Politica e Costituzione di Atene, a cura di Carlo Augusto Viano, Marcello Zanatta, 1ª ed., UTET, 2006, ISBN 88-02-07264-7.
- Marco Tullio Cicerone, La Repubblica, a cura di Francesca Nenci, 1ª ed., Biblioteca Universale Rizzoli, 2008, ISBN 978-88-586-4897-1.
- Marco Tullio Cicerone, De Officiis. Quel che è giusto fare, a cura di Giusto Picone, Rosa Rita Marchese, 1ª ed., Giulio Einaudi editore, 2012, ISBN 978-88-06-20141-8.
- Lucio Anneo Seneca, Lettere morali a Lucilio, a cura di Fernando Solinas, Mondadori, 2007, ISBN 978-88-04-56990-9.
- Epitteto, Le diatribe e i frammenti, a cura di Renato Laurenti, Editori Laterza, 1989, ISBN 88-420-3430-4.
- Ugo Grozio, Prolegomeni al diritto della guerra e della pace, a cura di Guido Fassò, aggiornamento di Carla Faralli, 3ª ed., Morano Editore, 1979  [1949], ISBN non esistente.

### Letteratura critica
- Nicola Abbagnano, Giovanni Fornero, Dizionario di filosofia, 3ª ed., Utet, 1998,  pp. 621-641, voce Diritto, ISBN 88-02-05774-5.
- Francesco Adorno, Tullio Gregory e Valerio Verra, Storia della filosofia, a cura di Tullio Gregory, vol. 2, 12ª ed., Editori Laterza, 1983  [1973],  pp. 218-221, ISBN non esistente.
- Norberto Bobbio, Hegel e il giusnaturalismo (PDF), in Rivista di filosofia, vol. 57, n. 4, Il Mulino, ottobre-dicembre 1966,  pp. 379-407. URL consultato il 6 gennaio 2014. Ora in Norberto Bobbio, Studi hegeliani. Diritto, società civile, stato, Giulio Einaudi editore, Torino 1981, pp. 3–33, ISBN 978-88-06-05166-2.
- Norberto Bobbio, Pareto e il diritto naturale (PDF), in Atti dei Convegni Lincei, 1975,  pp. 313-25. URL consultato il 7 aprile 2014. Ora in Norberto Bobbio, Saggi sulla scienza politica in Italia, Editori Laterza, Roma-Bari 2005, pp. 133–157, ISBN 88-420-6387-8.
- Norberto Bobbio, Nicola Matteucci e Gianfranco Pasquino, Dizionario di politica, 1ª ed., Utet, 2004,  pp. 390-394, voce Giusnaturalismo, ISBN 978-88-02-07713-0.
- Norberto Bobbio, Thomas Hobbes, 2ª ed., Giulio Einaudi editore, 2004, ISBN 978-88-06-16968-8.
- Norberto Bobbio, Il giusnaturalismo moderno, a cura di Tommaso Greco, 1ª ed., Giappichelli Editore, 2009, ISBN 978-88-348-9581-8.
- Norberto Bobbio, Giusnaturalismo e positivismo giuridico, 2ª ed., Editori Laterza, 2011, ISBN 978-88-420-8668-0.
- Angelo Falzea, Introduzione alle scienze giuridiche. Il concetto del diritto, 6ª ed., Giuffrè Editore, 2008, ISBN 88-14-13778-1.
- Guido Fassò, Il diritto naturale, ERI - Edizioni Rai Radiotelevisione Italiana, 1964, ISBN non esistente.
- Guido Fassò, Storia della filosofia del diritto. I. Antichità e medioevo, a cura di Carla Faralli, 7ª ed., Editori Laterza, 2005, ISBN 978-88-420-6239-4.
- Guido Fassò, Storia della filosofia del diritto. II. L'età moderna, a cura di Carla Faralli, 5ª ed., Editori Laterza, 2003, ISBN 978-88-420-6240-0.
- Guido Fassò, Storia della filosofia del diritto. III. Ottocento e Novecento, a cura di Carla Faralli, 7ª ed., Editori Laterza, 2006, ISBN 978-88-420-7936-1.
- Guido Fassò, La democrazia in Grecia, a cura di Carla Faralli, Enrico Pattaro, Giampaolo Zucchini, Giuffrè Editore, 1999  [1959], ISBN 88-14-07833-5.
- Guido Fassò, La legge della ragione, a cura di Carla Faralli, Enrico Pattaro, Giampaolo Zucchini, Giuffrè Editore, 1999  [1964], ISBN 978-88-14-07827-9.
- (DE) Felix Flückiger, Geschichte des Naturrechts, Zollikon-Zürich, 1954, ISBN non esistente.
- Antonio Metro, Le fonti del diritto romano, Casa Editrice Genal, 2005, ISBN non esistente.
- Mark C. Murphy, 'Natural Law in Jurisprudence and Politics, Cambridge, Cambridge University Press, 2006, ISBN 978-05-218-5930-1.
- Domenico Musti, Demokratía. Origini di un'idea, Editori Laterza, 1999, ISBN 88-420-5210-8.
- Alessandro Passerin d'Entrèves, La dottrina del diritto naturale, Edizioni di Comunità, 1954, ISBN non esistente.
- Pietro Piovani, Giusnaturalismo ed etica moderna, a cura di Fulvio Tessitore, Liguori Editore, 2000  [1961], ISBN 978-88-207-3094-9.
- Sofia Vanni Rovighi, Storia della filosofia medievale. Dalla patristica al secolo XIV, a cura di Pietro B. Rossi, Milano, Vita e Pensiero, 2006  [1959], ISBN 978-88-343-1374-9.
- (FR) Michel Villey, Leçons d'histoire de la philosophie du droit, Dalloz, 1962, ISBN non esistente.
- Hans Fritz Welzel, Diritto naturale e giustizia materiale, a cura di Giuseppe De Stefano, Giuffrè Editore, 1965  [1962], ISBN 978-88-14-03190-8.